# Presidenza di Rutherford B. Hayes
La presidenza di Rutherford B. Hayes ebbe inizio il 4 marzo 1877, giorno dell'insediamento, e si concluse il 4 marzo 1881. Hayes fu il 19º presidente degli Stati Uniti d'America ed entrò in carica dopo aver vinto le molto contestate elezioni presidenziali del 1876 per il Partito Repubblicano. Al termine naturale del suo mandato rifiutò di ricandidarsi; i Repubblicani candidarono quindi James A. Garfield, suo stretto alleato, che vinse le elezioni e gli succedette.
Assumendo l'incarico dopo un'elezione fortemente contestata, Hayes ritirò le ultime truppe federali dal Sud, ponendo così fine all'era della Ricostruzione. Forte sostenitore della riforma della funzione pubblica, incitò il proprio partito a prendere i necessari provvedimenti. Anche se non riuscì a mettere in atto una riforma a lungo termine, contribuì in ogni caso a fornire un impulso significativo al percorso della legge Pendleton sulla funzione pubblica, poi approvata nel 1883.
Convinto che il mantenimento del sistema aureo risultasse essenziale per la ripresa economica, pose il veto alla legge Bland-Allison del 1878, che favoriva l'uso dell'argento. Il Congresso cancellò il veto, ma la politica monetaria di Hayes forgiò un compromesso tra gli inflazionisti e i rigoristi.
Utilizzò la forza militare federale per stroncare il grande sciopero ferroviario del 1877, uno dei più massicci dell'intera storia degli Stati Uniti. La sua politica nei confronti dei nativi americani del West anticipò il programma di assimilazione culturale della legge Dawes Act del 1887.

Firma autografa del presidente Hayes.

In ambito di politica estera il presidente sostenne l'influenza statunitense in America Latina e il continuo primato della dottrina Monroe. I sondaggi di storici e politologi classificano generalmente Hayes come un presidente nella media (vedi classifica storica dei presidenti degli Stati Uniti d'America).

## Elezioni presidenziali del 1876

### Nomination ed elezioni
Con il ritiro del presidente in carica Ulysses S. Grant, dopo due mandati consecutivi, i dirigenti del Partito Repubblicano dovettero cercare un altro candidato per le elezioni del 1876.

James Blaine, inizialmente il favorito del Partito Repubblicano, in una foto di Mathew B. Brady.

Il successo ottenuto da Hayes come governatore dell'Ohio lo aveva spinto tra i politici repubblicani favoriti per la candidatura, assieme a James Blaine del Maine, al senatore Oliver Perry Morton dell'Indiana e a Roscoe Conkling, senatore dello Stato di New York.
Nel giugno del 1876 la Convention si riunì nella città natale di Hayes, Cincinnati, con Blaine come il principale favorito. Nonostante la forza degli altri concorrenti, la delegazione dell'Ohio alla Convention nazionale rimase fin dall'inizio saldamente unita dietro al proprio governatore e il senatore John Sherman (fratello del comandante generale William Tecumseh Sherman) fece tutto il possibile per aiutare la nomina del proprio compagno di partito e conterraneo. Al primo scrutinio, Hayes era in quinta posizione, dietro a Blaine, Morton, al segretario al tesoro Benjamin Helm Bristow e a Conkling. Al sesto scrutinio Blaine rimaneva in testa, ma a quello immediatamente successivo i suoi avversari si radunarono attorno ad Hayes, finendo così con l'assegnargli la nomina. Per il ruolo di vicepresidente venne scelto il deputato alla Camera dei rappresentanti William A. Wheeler, a proposito del quale lo stesso Hayes aveva recentemente detto: ""Mi vergogno di dover chiedere: chi è Wheeler?".
Le opinioni personali del nominato furono in gran parte in accordo con il programma elettorale presentato, che chiedeva l'uguaglianza sociale e i diritti civili a prescindere dalla razza o dal genere; la prosecuzione dell'Era della Ricostruzione; il divieto di finanziamento pubblico per le istituzioni educative confessionali ed infine la ripresa dei pagamenti in moneta metallica. La scelta di Hayes venne tutto sommato ben accolta dalla stampa e perfino i giornali schierati all'opposizione descrissero Hayes come un uomo onesto e simpatico. In una lettera pubblica di accettazione per la conferma della nomination, il candidato promise di sostenere la rapida riforma della funzione pubblica, oltre ad impegnarsi a servire per un solo mandato.

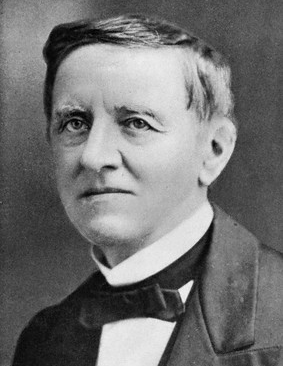
Samuel Tilden, lo sfidante designato dal Partito Democratico.

L'avversario prescelto dal Partito Democratico fu il governatore di New York Samuel Tilden, considerato un candidato molto forte che, proprio come Hayes, si era creato una solida reputazione di rigida onestà; entrambi inoltre furono degli strenui sostenitori del rigore monetario, del sistema aureo, e della riforma della funzione pubblica.
Secondo la consuetudine vigente all'epoca, la campagna elettorale venne per lo più condotta dai sostenitori dei candidati, mentre Hayes e Tilden rimasero nelle rispettive residenze. Le pessime condizioni economiche generali che seguirono il panico del 1873, combinate con i vari scandali esplosi nel corso della presidenza di Ulysses S. Grant, finirono col rendere il partito al potere piuttosto impopolare, tanto che Hayes pensò che avrebbe anche potuto perdere la sfida. Entrambi i candidati concentrarono la loro attenzione sugli Stati considerati incerti, New York e l'Indiana, così come sui tre Stati del Sud, Carolina del Sud, Florida e Louisiana, dove i governi imposti dalla Ricostruzione erano a malapena in grado di governare a causa delle ricorrenti violenze politiche.
I Repubblicani sottolinearono il pericolo di permettere ai Democratici di assumere il controllo del governo federale dopo così poco tempo dal termine della guerra di secessione, che secondo loro era stata provocata proprio dai Democratici sudisti. Seppur in misura minore denunciarono il pericolo che un'amministrazione democratica avrebbe rappresentato per i diritti civili recentemente conquistati dagli afroamericani. La propaganda dei Democratici si concentrò sul far conoscere l'"agenda riformatrice" di Tilden, contrapponendola alla corruzione diffusa degli anni della presidenza Grant. Le elezioni furono segnate da violenza diffusa in tutto il profondo Sud, dove i redeemers cercarono di impedire con la forza il voto nero.

Risultati del 1876.

### Disputa sui grandi elettori
Quando i risultati cominciarono a venire conteggiati, il giorno stesso delle elezioni, risultò presto chiaro che l'elezione sarebbe stata serrata; i Democratici erano riusciti a vincere nella maggioranza del Sud e a New York, l'Indiana, il Connecticut e il New Jersey. L'11 di novembre, tre giorni dopo le elezioni, sembrava che Tilden avesse conquistato 184 grandi elettori del collegio elettorale, uno in meno della maggioranza richiesta. Hayes parve aver raggiunto 166 voti, con i 19 complessivi della Carolina del Sud, della Florida e della Louisiana ancora in dubbio; entrambi gli schieramenti rivendicarono la vittoria finale in questi ultimi tre Stati, ma i risultati furono resi incerti a causa degli innumerevoli brogli elettorali perpetrati da entrambe le parti. Per complicare ulteriormente le cose, uno dei tre grandi elettori dell'Oregon (Stato vinto da Hayes) venne interdetto, riducendo così il totale dei Repubblicani a 165 e accrescendo il numero totale dei voti controversi a 20.
Se a Tilden fosse stato assegnato anche solo uno dei voti elettorali contestati, egli sarebbe diventato presidente, mentre Hayes, per vincere, avrebbe dovuto obbligatoriamente conquistare tutti e 20 i voti rimasti in palio. In una tale situazione, senza un chiaro vincitore, la possibilità che esplodessero disordini di massa gravò pesantemente sull'intera nazione, rimasta profondamente divisa anche dopo la fine della guerra civile. Si sviluppò quindi un considerevole dibattito su quale personalità super partes o quale ramo del Congresso fosse autorizzata a decidere sull'esito dei voti contestati, con il Senato repubblicano e la Camera dei Rappresentanti democratica che rivendicarono entrambe la priorità.

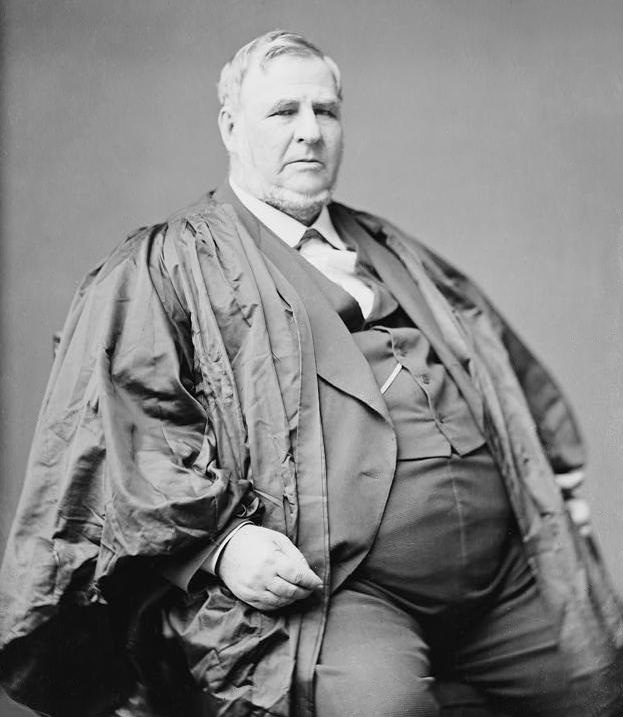
Il giudice associato David Davis.

A gennaio, con la questione ancora irrisolta, il Congresso e il presidente uscente Grant accettarono di sottoporre la questione ad una Commissione elettorale bipartitica, che sarebbe stata autorizzata a determinare il destino dei voti contestati; essa avrebbe dovuto essere composta da cinque deputati, cinque senatori e cinque giudici della Corte suprema. Per garantirne l'equilibrio tra i due partiti, vi sarebbero stati sette democratici e sette repubblicani, con il giudice David Davis, un indipendente rispettato da entrambe le parti, come quindicesimo membro decisivo. Un tale equilibrio venne tuttavia turbato quando i Democratici dell'Assemblea dell'Illinois elessero proprio Davis alla carica di senatore, sperando in tal maniera di poterne influenzare il voto. Il giudice però li deluse, rifiutandosi di entrare nella Commissione a causa della sua avvenuta elezione al Senato; poiché tutti i magistrati rimanenti della Corte Suprema erano schierati apertamente con i Repubblicani, Joseph P. Bradley, ritenuto essere il più indipendente tra loro, fu scelto per prendere il posto lasciato vacante alla Commissione. Questa infine poté riunirsi a febbraio e gli otto Repubblicani votarono tutti compattamente per assegnare i venti grandi elettori ad Hayes; nonostante la partecipazione alla Commissione i Democratici avrebbero ancora potuto bloccare la certificazione delle elezioni rifiutando di convocare il Congresso.

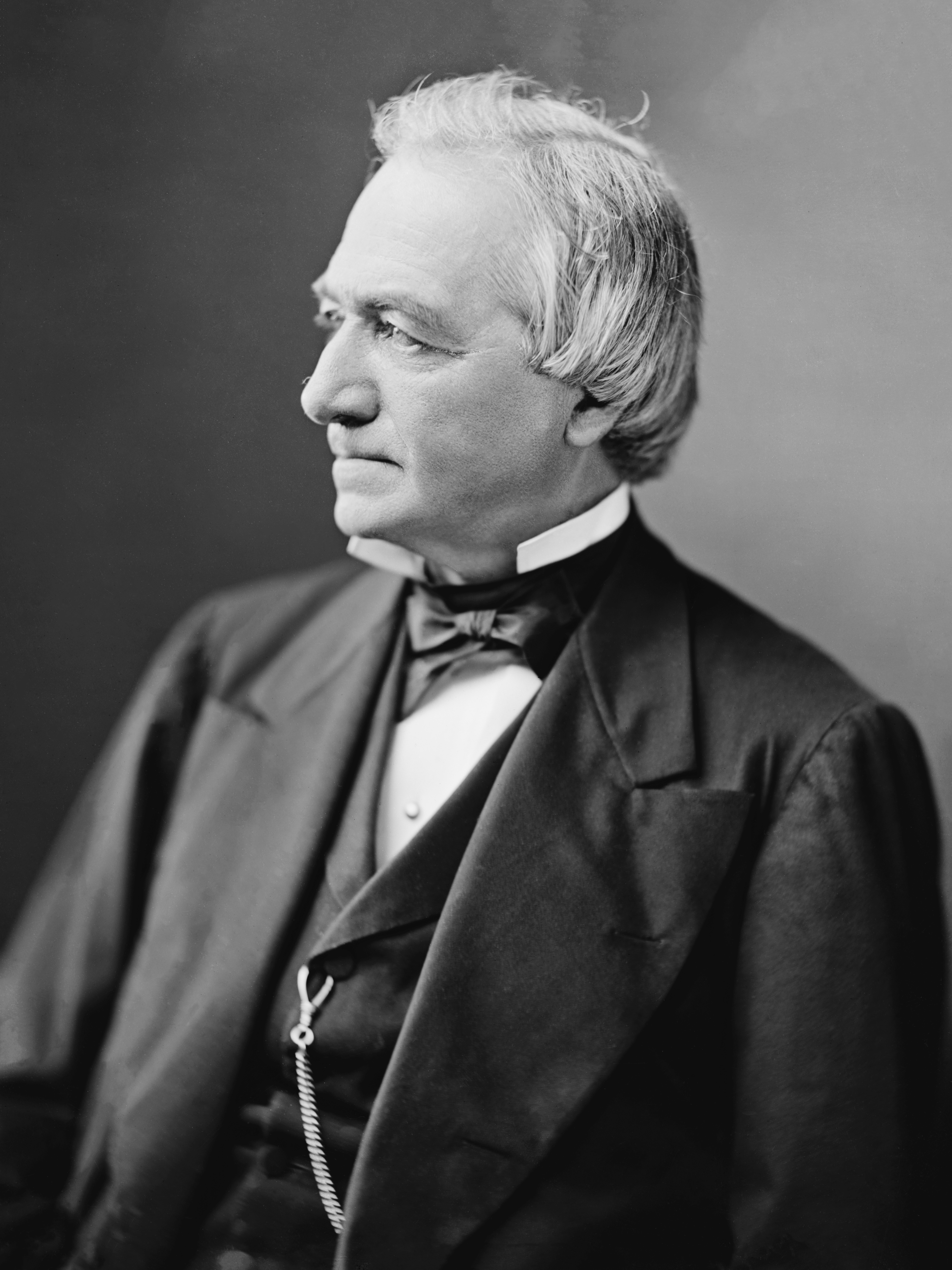
Foto di Joseph P. Bradley.

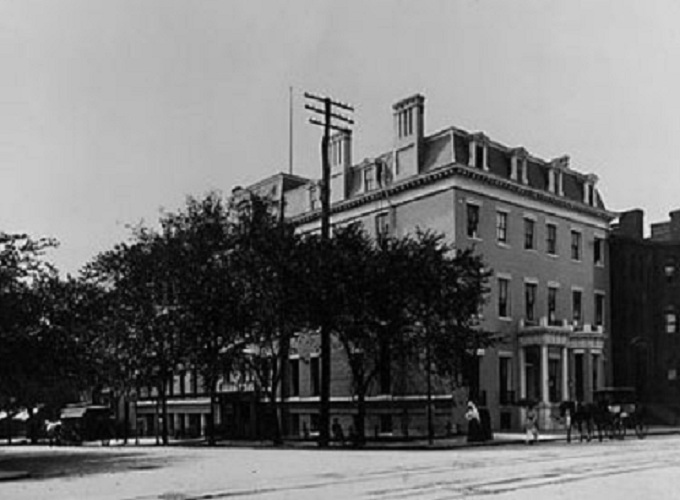
Il Wormley's Hotel di Washington.

Mentre il giorno dell'insediamento si avvicinava sempre più, i leader parlamentari dei due partiti s'incontrarono al Wormley's Hotel di Washington e negoziarono un accordo di compromesso: i Repubblicani promisero delle concessioni in cambio del riconoscimento dei Democratici della decisione della Commissione.
Le principali concessioni che Hayes promise furono il rapido ritiro delle truppe federali dal Sud e l'accettazione dei governi democratici nei rimanenti Stati "non redenti"; come conclusione i Democratici accettarono il compromesso raggiunto e Hayes poté così essere dichiarato ufficialmente il vincitore delle travagliate elezioni il 2 di marzo, appena due giorni prima dell'insediamento.

## Inaugurazione

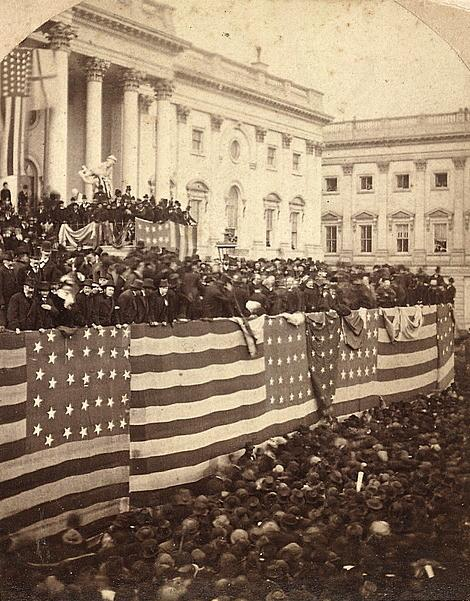
La cerimonia inaugurale.

Poiché il 4 marzo 1877 cadeva di domenica, il presidente prestò il giuramento d'ufficio privatamente sabato 3 marzo, nella sala rossa della Casa Bianca. Il giuramento solenne pubblico avvenne invece il lunedì seguente nel portico orientale del Campidoglio.
Nel suo discorso inaugurale tentò di lenire le passioni scatenatesi negli ultimi mesi affermando che "serve meglio il proprio partito colui che serve meglio il suo paese"; s'impegnò a sostenere "l'autogoverno locale saggio, onesto e pacifico" nel Sud, così come la riforma della funzione pubblica e un pieno ritorno al sistema aureo.
Nonostante il messaggio di conciliazione molti esponenti del Partito Democratico non considerarono mai pienamente legittima l'elezione di Hayes tanto che si riferirono a lui come "Rutherfraud" (fraud è "truffa") per i quattro anni a venire.

## Amministrazione
Gli avvenimenti salienti della presidenza Hayes furono:
1877
- fine dell'Era della Ricostruzione;
- prosecuzione delle guerre indiane;
- prosecuzione dalla Gilded Age;
- prosecuzione della Grande depressione;
- primo afroamericano diplomato all'accademia militare degli Stati Uniti (Henry Ossian Flipper);
- impiccagione degli appartenenti alla Molly Maguires;
- guerra dei Nasi Forati;
- morte del leader della Chiesa di Gesù Cristo dei santi degli ultimi giorni Brigham Young;
- battaglia del Big Hole;
- primo omicidio commesso da Billy the Kid;
- annuncio dell'invenzione del fonografo da parte di Thomas Edison;
- morte dell'ex confederato e co-fondatore del Ku Klux Klan Nathan Bedford Forrest;

1878
- guerra della contea di Lincoln;
- avvio del conio del dollaro Morgan;
- episodio di febbre gialla lungo la valle del fiume Mississippi, che mieté oltre 13.000 vittime;
- produzione del primo biciclo ad opera della Pope Manufacturing Company;
- introduzione della macchina per scrivere Remington n. 2 da parte della E. Remington and Sons, la prima con un tasto maiuscolo, che consentiva la generazione di caratteri sia maiuscoli che minuscoli;
- ultimo "processo alle streghe di Salem";
- promulgazione della Posse Comitatus Act;
- guerra bannock;

1879
- apertura della prima pista di ghiaccio artificiale al Madison Square Garden;
- firma di un disegno di legge che consentì agli avvocati donne di discutere casi dinanzi alla Corte suprema, uno dei primi esempi acquisiti di diritti delle donne;
- fondazione dell'United States Geological Survey;
- creazione dell'Archaeological Institute of America;
- avvio delle pubblicazioni de La Torre di Guardia da parte di Charles Taze Russell, fondatore dei Testimoni di Geova e sostenitore del Sionismo cristiano;
- primo omicidio commesso da Doc Holliday;
- prima lampada a incandescenza;

1880
- avvio delle pubblicazioni di Science;
- prima illuminazione pubblica, a Wabash (Indiana);
- Censimento degli Stati Uniti d'America del 1880;
- primo sistema di elettrificazione ferroviaria;
- fondazione dell'University of Southern California;
- vittoria di James A. Garfield alle elezioni presidenziali del 1880;
- primo registratore di cassa;

1881
- primo Stato federato ad adottare una qualche forma di proibizionismo (il Kansas);
- insediamento della presidenza di James A. Garfield.

### Gabinetto ministeriale
Partiti politici
  Repubblicano
  Democratico
| Dipartimento | Incarico                       | Ritratto | Ritratto           | Nome                       | Mandato       | Mandato          |
| Dipartimento | Incarico                       | Ritratto | Ritratto           | Nome                       | Inizio        | Termine          |
| ------------ | ------------------------------ | -------- | ------------------ | -------------------------- | ------------- | ---------------- |
|              | Presidente                     |          |                    | Rutherford B. Hayes        | 4 marzo 1877  | 4 marzo 1881     |
|              | Vicepresidente                 |          |                    | William A. Wheeler         | 4 marzo 1877  | 4 marzo 1881     |
|              |                                |          |                    |                            |               |                  |
|              | Segretario di Stato            |          |                    | William Maxwell Evarts     | 12 marzo 1877 | 7 marzo 1881     |
|              | Segretario al tesoro           |          |                    | John Sherman               | 10 marzo 1877 | 3 marzo 1881     |
|              | Segretario alla Guerra         |          |                    | George Washington McCrary  | 12 marzo 1877 | 9 dicembre 1879  |
|              | Segretario alla Guerra         |          | Alexander Ramsey   | 10 dicembre 1879           | 5 marzo 1881  |                  |
|              | Procuratore generale           |          |                    | Charles Devens             | 12 marzo 1877 | 4 marzo 1881     |
|              | Direttore generale delle poste |          |                    | David McKendree Key        | 12 marzo 1877 | 2 giugno 1880    |
|              | Direttore generale delle poste |          | Horace Maynard     | 2 giugno 1880              | 4 marzo 1881  |                  |
|              | Segretario alla Marina         |          |                    | Richard Wigginton Thompson | 13 marzo 1877 | 20 dicembre 1880 |
|              | Segretario alla Marina         |          | Nathan Goff Junior | 7 gennaio 1881             | 4 marzo 1881  |                  |
|              | Segretario agli Interni        |          |                    | Carl Schurz                | 12 marzo 1877 | 7 marzo 1881     |

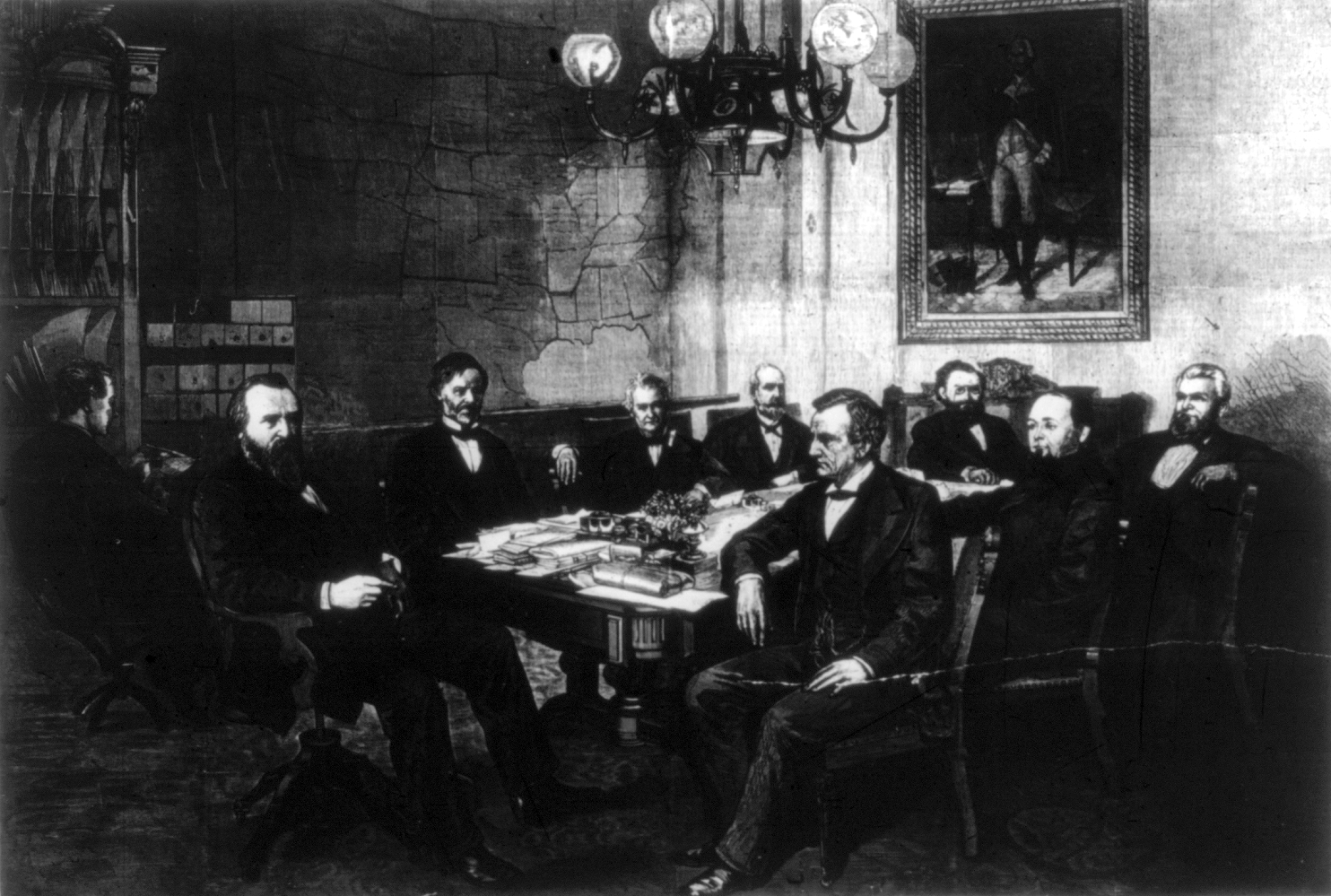
Illustrazione del Gabinetto Hayes nel 1879.

Nella scelta dei componenti del suo governo il nuovo presidente evitò i Radical Republicans, preferendo i moderati; ignorò anche chiunque fosse considerato un potenziale concorrente presidenziale. Tra i selezionati vi furono: William Maxwell Evarts, che aveva difeso il presidente Andrew Johnson dall'impeachment, come segretario di Stato; George Washington McCrary, che aveva contribuito a creare la Commissione elettorale del 1877, come segretario alla Guerra; Carl Schurz, che aveva sostenuto il candidato presidente liberal-repubblicano Horace Greeley nel 1872, come segretario agli Interni. Inoltre, nel tentativo di raggiungere i moderati del Sud, Hayes scelse David McKendree Key, un ex soldato confederato, come direttore generale delle poste. Il senatore John Sherman, stretto alleato ed esperto di questioni valutarie, divenne segretario al tesoro, mentre Richard Wigginton Thompson, un fedelissimo di Oliver Perry Morton, fu scelto per ringraziare Morton del sostegno alla Convention nazionale del 1876.
Le nomine di Schurz e Evarts gli alienarono sia le fazioni fedeli a Grant (gli "stalwart") sia i riformatori ("half-breed") del Partito Repubblicano. Nonostante ciò, il suo governo riuscì inizialmente ad ottenere la conferma da parte del Senato con l'aiuto determinante di alcuni parlamentari sudisti.

### Nomine giuridiche

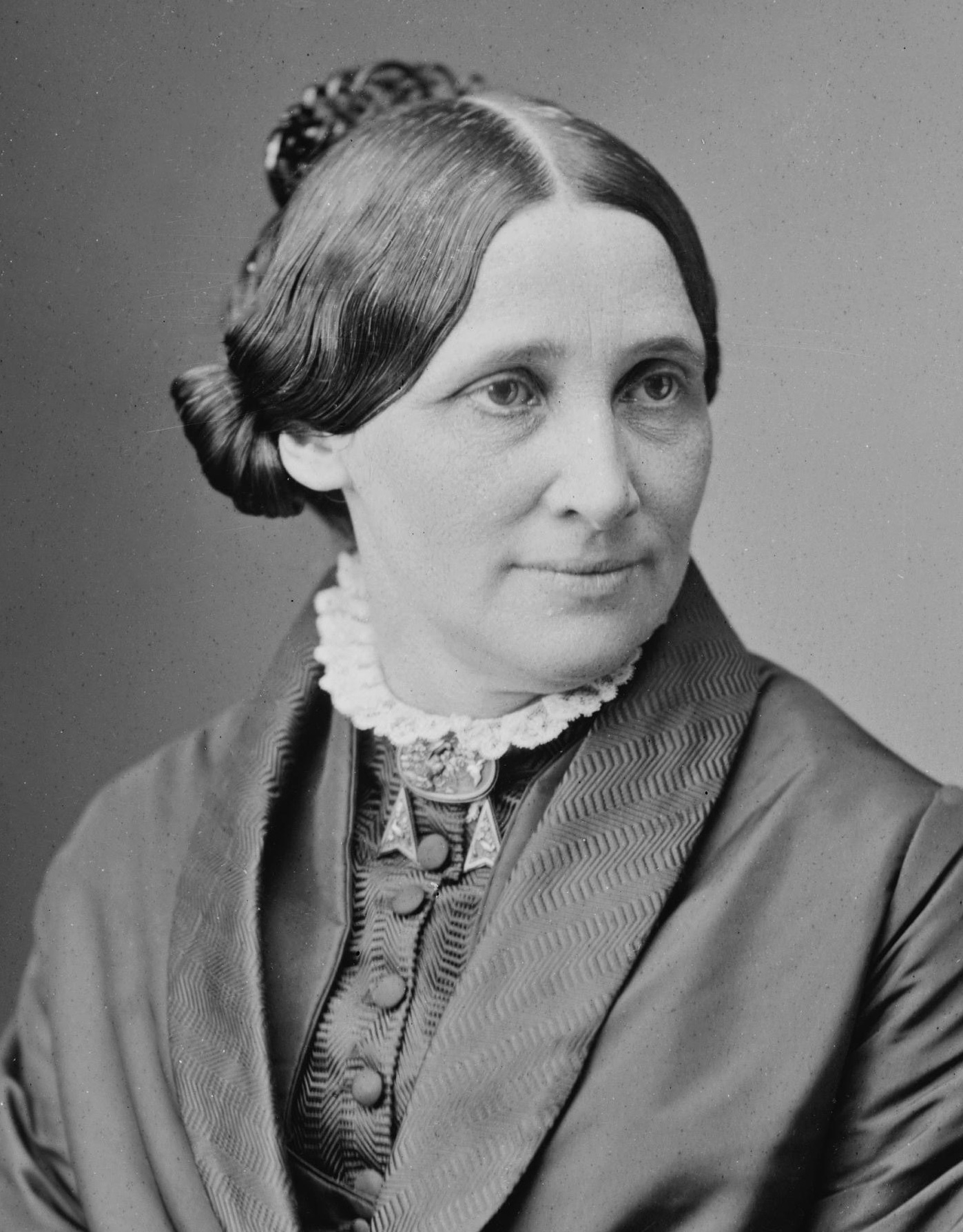
La First lady Lucy Hayes.

### Politica sugli alcolici della Casa Bianca
Sia il presidente che la moglie Lucy Hayes erano conosciuti per la loro politica di mantenere la Casa Bianca "a secco", cioè senza alcuna bevanda alcolica, tanto che si diede il soprannome di "Limonata Lucy" agli aperitivi esclusivamente analcolici che venivano serviti nelle riunioni e nelle occasioni celebrative. Solo nel primo dei ricevimenti dati vi si incluse anche il vino.
Hayes era rimasto costernato dai comportamenti causati dall'ubriachezza nei ricevimenti offerti dagli ambasciatori in tutta la capitale federale, il che lo portò ben presto a seguire le inclinazioni della First lady favorevoli al movimento per la temperanza. Da allora in poi non vennero mai più serviti alcolici alla Casa Bianca. 

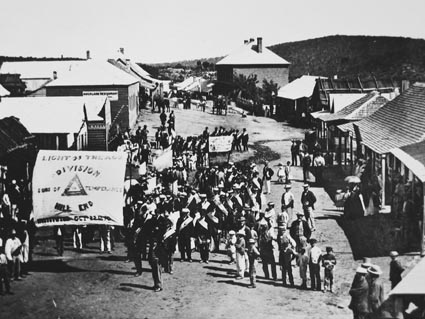
Manifestazione del movimento per la temperanza nel 1872.

I critici accusarono il presidente per questa "parsimonia" (o avarizia) considerata eccessiva, ma Hayes spese più denaro (che fece uscire dal proprio bilancio personale) a seguito del bando, ordinando che qualsiasi risparmio derivato dall'eliminazione dell'alcol venisse utilizzato per migliorare gli altri tipi di intrattenimento. La presa di posizione decisa su questa questione gli permise di guadagnare anche molti appoggi politici, rafforzando il suo sostegno soprattutto tra il clero protestante.
Sebbene il segretario di Stato William Maxwell Evarts scherzasse sul fatto che durante le cene di lavoro alla Casa Bianca "l'acqua scorresse come fosse stata vino", la scelta si rivelò un pieno successo, persuadendo i fautori del proibizionismo a votare repubblicano.

## Fine della Ricostruzione

### Ritiro dal Sud
Nel corso della sua carriera politica, Hayes era stato un convinto sostenitore dell'adozione delle politiche radicali di Ricostruzione, compresa la temporanea occupazione militare, ma il primo grande atto della sua presidenza fu quello di porvi fine, facendo tornare la piena legittimità dei governi civili locali al Sud. Quando assunse la carica erano rimasti ancora due governatorati a conduzione repubblicana, nella Carolina del Sud e in Louisiana. Dopo che il neoeletto governatore della Carolina del Sud Wade Hampton III promise di far rispettare i diritti civili acquisiti dagli afroamericani, il presidente pose fine alla Ricostruzione anche in quello Stato federato, il 10 aprile 1877. In Louisiana venne invece nominata una commissione per ricercare una mediazione tra i governi rivali del repubblicano Stephen Bennett Packard e del democratico Francis T. Nicholls; essa scelse infine di sostenere quest'ultimo e la Ricostruzione poté così terminare anche all'interno di quel distretto il 20 aprile.
Il presidente si aspettò sinceramente che, facendo promettere ai governi del Sud il pieno rispetto dei tre emendamenti costituzionali relativi, avrebbe potuto continuare a garantire la protezione legale delle nuove libertà concesse a tutti gli ex schiavi; ebbe inoltre la speranza di poter costruire un forte Partito Repubblicano nel profondo Sud che giungesse ad attrarre sia i bianchi che i neri. Alcuni Repubblicani come James Blaine criticarono fortemente questa conclusione improvvisa della Ricostruzione; tuttavia, anche senza le condizioni emerse dai contestati risultati alle elezioni presidenziali del 1876, il neo-presidente avrebbe incontrato serie difficoltà nel proseguire le politiche precedenti. La Camera dei Rappresentanti nel 45º congresso era infatti controllata da una maggioranza del Partito Democratico e pertanto si rifiutò immediatamente di stanziare i fondi sufficienti affinché l'esercito unionista potesse continuare a presidiare il Sud. Persino tra gli esponenti repubblicani la devozione alla prosecuzione della Ricostruzione militare stava svanendo, di fronte al clima insurrezionale e alla violenza diffusa persistente nel Sud.
I Democratici ebbero così l'occasione di consolidare il loro controllo nell'area grazie alle elezioni di medio termine del 1878, riuscendo a creare un "blocco elettorale" noto come Solid South; solamente tre tra i 73 Rappresentanti eletti dagli ex Stati Confederati d'America furono Repubblicani. I Democratici ottennero anche la maggioranza al Senato nel 1878, cosicché il nuovo Congresso tentò di porre fine alla restante influenza federale nel Sud.

### Diritto di voto
Il Congresso a maggioranza democratica approvò un disegno di legge riguardo ai fondi da concedere alle forze armate (Appropriations bill), con una clausola che abrogò nei fatti disposizioni interne alle leggi dette Enforcement Acts, che erano state utilizzate per reprimere il Ku Klux Klan. Queste leggi, promulgate durante la presidenza di Ulysses S. Grant, avevano reso un crimine penalmente perseguibile impedire a qualcuno di votare a causa della propria razza. Hayes, determinato a preservare la protezione degli elettori neri, pose il veto sulla legge. I Democratici, non disponendo dei voti sufficienti per poter annullare il veto, approvarono però una nuova legge con la stessa clausola; Hayes pose nuovamente il veto. La procedura venne ripetuta altre tre volte. Alla fine Hayes firmò la proposta di legge, senza la clausola che i Democratici avevano infine tolto. Il Congresso però si rifiutò di approvare un'altra proposta di legge che finanziava i "marescialli federali", necessari per l'applicazione delle Enforcement Acts. Le leggi elettorali rimasero quindi in vigore, ma in una forma tale da rendere quasi impossibile la loro completa applicazione, in quanto i fondi per farle rispettare furono ridotti drasticamente. La posizione forte assunta dal presidente contro i tentativi democratici di abrogare le leggi elettorali gli valse il sostegno di molti al Nord e contribuì ad accrescere la sua popolarità tra i molti Repubblicani che si erano allontanati a causa degli sforzi intrapresi da Hayes per riformare la funzione pubblica. Hayes cercò di conciliare i costumi sociali del Sud con le leggi sui diritti civili, nominando a cariche governative molti tra i Democratici sudisti. Scrisse nel suo diario: ""Il mio compito era quello di eliminare la segregazione razziale, abolire la divisione politico settaria tra Nord e Sud, porre fine alla guerriglia sudista e portare finalmente la pace. Per fare questo ero pronto anche a ricorrere a misure insolite e a rischiare la mia posizione e reputazione all'interno del mio stesso Partito e del paese".
Tutti i suoi sforzi si riveleranno però vani; il presidente non riuscì mai né a convincere i sudisti ad accettare l'idea dell'uguaglianza razziale né a convincere il Congresso a stanziare fondi adeguati per far rispettare le leggi sui diritti civili. Negli anni e nei decenni successivi gli afroamericani sarebbero stati quasi completamente privati di tali diritti.

## Riforma della funzione pubblica

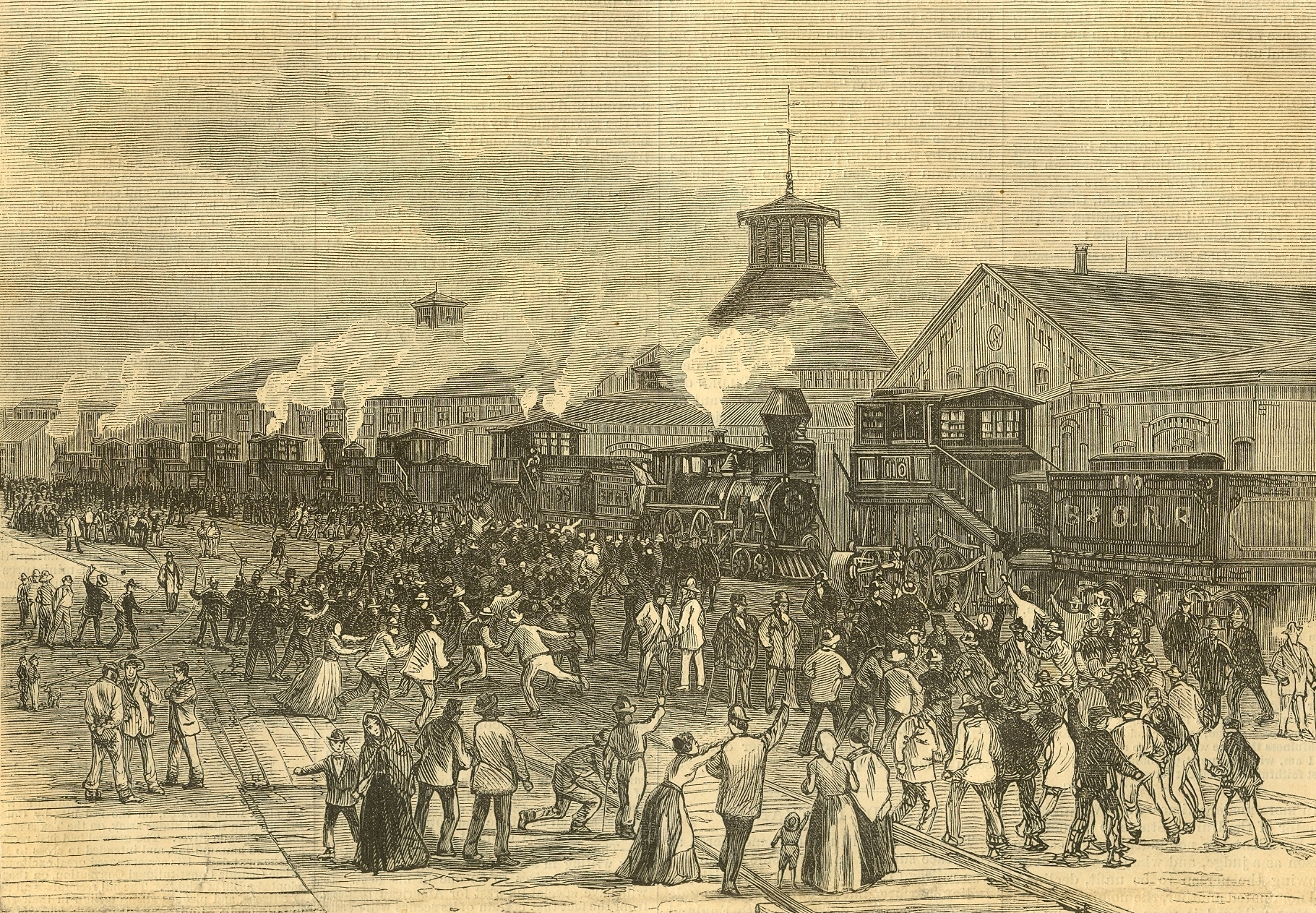
Il blocco della tratta ferroviaria di Martinsburg (Virginia Occidentale) il 16 di luglio.

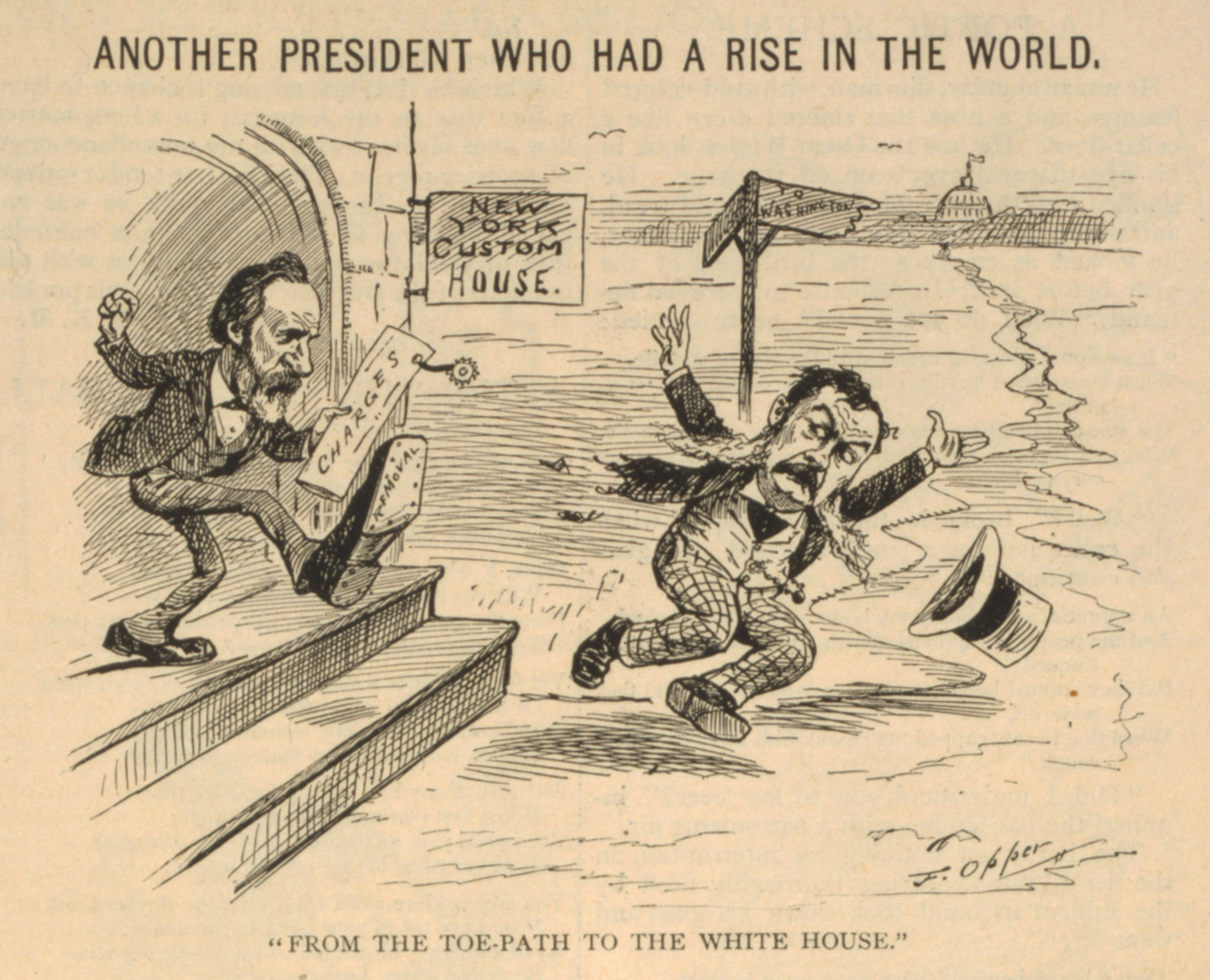
Hayes caccia a calci Chester A. Arthur fuori dalla dogana di New York

Dopo aver posto fine alla Ricostruzione, Hayes si dedicò alla riforma della funzione pubblica. Con il suo predecessore Grant, gli incarichi governativi erano in genere attribuiti ai propri sostenitori politici o ai raccomandati da potenti parlamentari del Congresso. Hayes invece preferì nominare persone in base all'esito di esami pubblici. Per mostrare la sua volontà di riforma, Hayes chiese al segretario dell'Interno Schurz e al segretario di Stato Evarts di organizzare un comitato interministeriale incaricato di scrivere nuove regole per le nomine federali. I senatori di entrambi i partiti, abituati a essere consultati per le nomine, reagirono contro Hayes. Il tentativo di riforma di Hayes lo fece entrare in collisione con l'ala più clientelare del Partito Repubblicano, gli "stalwart", al cui capo c'era il senatore Roscoe Conkling di New York. Il segretario al Tesoro Sherman diede ordine a John Jay di investigare sulla dogana di New York, i cui funzionari erano spesso fedelissimi di Conkling. Il resoconto di Jay suggeriva che la dogana di New York aveva un organico eccessivamente numeroso, a causa delle assunzioni di raccomandati politici, che circa il 20 per cento dei dipendenti era superfluo.
Il Congresso non era intenzionato a riformare la funzione pubblica, quindi emanò un decreto che proibiva ai funzionari pubblici di partecipare alle campagne elettorali e in generale all'attività politica.Chester A. Arthur, il direttore della dogana di New York, e i suoi sottoposti Alonzo B. Cornell e George H. Sharpe, tutti seguaci di Conkling, rifiutarono di obbedire al decreto del presidente. Nel settembre 1877 Hayes chiese le dimissioni dei tre, che essi non vollero dare. Allora decise di nominare al loro posto Theodore Roosevelt Sr., L. Bradford Prince e Edwin Merritt, tutti vicini al segretario di Stato Evarts, rivale di Conkling a New York, e inviò al Senato la proposta per la conferma. La commissione al commercio del Senato, presieduta da Conkling, votò all'unanimità contro le tre nomine, e l'aula del Senato bocciò Roosevelt e Prince con un voto di 31 a 25, confermando invece Merritt perché sostituiva Sharpe, il cui mandato era scaduto. Hayes fu costretti ad attendere il luglio 1878, quando il Congresso era sospeso, e licenziò Arthur e Cornell grazie al potere di nomina in caso di sospensione del Congresso, sostituendoli rispettivamente con Merritt e Silas W. Burt. Alla ripresa dei lavori del Congresso, a febbraio 1879, Conkling si oppose alla conferma delle nomine, ma furono entrambe approvate, quella di Merritt con un voto di 31 a 25, e quella di Burt con uno di 31 a 19. Questa fu la più significativa vittoria di Hayes in tema di riforma della funzione pubblica.
Nel resto del suo mandato, Hayes chiese ripetutamente al Congresso di adottare leggi di riforma permanente e di stanziare fondi per la Commissione per la funzione pubblica, anche durante il suo ultimo discorso sullo stato dell'Unione al Congresso nel 1880. Nessuna riforma fu approvata durante la presidenza di Hayes, ma la sua insistenza fornì la base per l'approvazione, nel 1883, della legge Pendleton sulla riforma della funzione pubblica. Hayes permise alcune eccezioni alla sua regola sull'indipendenza dalla politica, consentendo a George Congdon Gorham, segretario del comitato dei Repubblicani al Congresso, di chiedere contributi elettorali a funzionari federali per le elezioni parlamentari del 1878. Nel 1880 Hayes costrinse rapidamente alle dimissioni il segretario alla Marina Richard W. Thompson dopo che questi aveva accettato uno stipendio di 25 000 dollari per un incarico fittizio da parte di Ferdinand de Lesseps, ingegnere francese, con lo scopo di aiutare la costruzione di un canale francese a Panama.
Hayes dovette trattare anche un vasto scandalo nelle poste. Nel 1880 Schurz e il senatore John A. Logan chiesero a Hayes di porre fine ai giri d'affari intorno agli appalti per le tratte postali, un sistema di corruzione per sfruttare l'ente pubblico, e di licenziare il vice direttore generale delle poste Thomas J. Brady, che sembrava essere a capo del sistema. Hayes bloccò l'assegnazione di nuovi appalti per le tratte, ma mantenne in vigore quelli esistenti. I Democratici accusarono Hayes di ritardare un'indagine approfondita, per non danneggiare il suo partito, i Repubblicani, nelle elezioni del 1880; tuttavia non insistettero troppo pubblicamente, poiché nel sistema erano coinvolti esponenti di entrambi i partiti. Lo storico Hans L. Trefousse scrive che il presidente "praticamente non conosceva il capo sospetto [Brady] e certamente non aveva legami con il sistema di corruzione [delle tratte postali]." Sia Hayes sia il Congresso analizzarono i contratti, senza trovare prove evidenti di corruzione, ma Brady e altri furono processati per associazione a delinquere nel 1882, per essere scagionati nel 1883.

## Grande sciopero ferroviario del 1877
Nel corso del suo primo anno in carica il presidente dovette affrontare il più grande sciopero operaio indetto fino ad allora da un sindacato a livello nazionale.
Per compensare le perdite finanziarie subite dal panico del 1873 le principali aziende private ferroviarie tagliarono più volte i salari dei loro dipendenti; la Pennsylvania Railroad, una tra le più vaste, ridusse la retribuzione media dei lavoratori di circa il 25% in quattro anni, imponendo al contempo orari più lunghi ed una disciplina assai più severa.

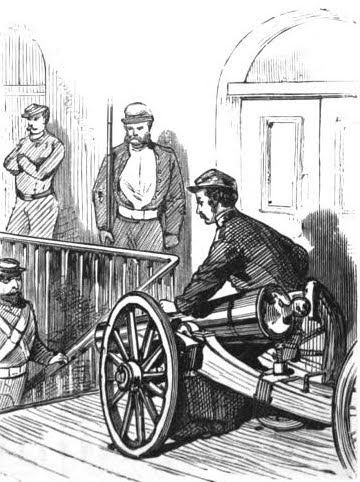
L'artiglieria messa a guardia della ferrovia di New York.

Nel luglio del 1877 gli operatori della Baltimore and Ohio Railroad lasciarono i propri posti, interrompendo il servizio a Martinsburg (Virginia Occidentale), in segno di protesta contro la riduzione delle retribuzioni. Lo sciopero si diffuse rapidamente anche ai lavoratori della New York Central Railroad, dell'Erie Railroad e della "Pennsylvania Railroad"; il numero di scioperanti toccò molto presto le migliaia. In molte comunità rurali, ma anche nei centri urbani, gli amici e i familiari di coloro che protestavano presero parte attiva, unendosi ai manifestanti in piazza tanto che ad un certo punto i capi sindacalisti faticarono a tenere sotto controllo le folle createsi.

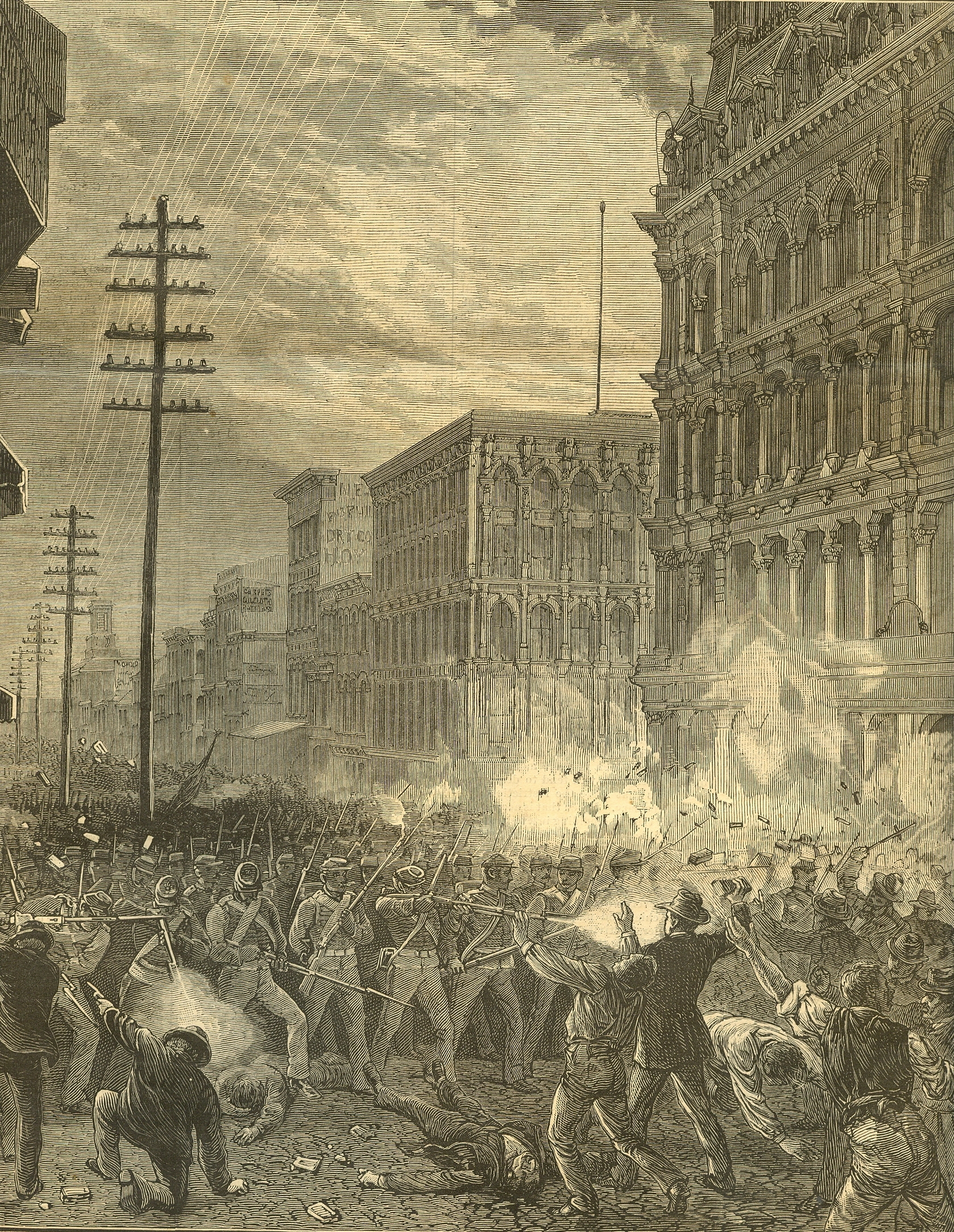
Il sesto reggimento della guardia nazionale del Maryland si batte ad ovest lungo la principale arteria commerciale del centro di Baltimora il 20 di luglio (20 morti).

Temendo una sommossa, il governatore della Virginia Occidentale Henry M. Mathews richiese l'invio di truppe federali, Hayes acconsentì. Al loro arrivo, i militari si trovarono davanti ad una protesta pacifica, senza problemi di ordine pubblico. A Baltimora tuttavia, il 20 luglio esplosero effettivamente dei tumulti ed il presidente ordinò quindi ai militari del vicino Fort McHenry a tenersi pronti per assistere il governatore del Maryland John Lee Carroll nella repressione. 

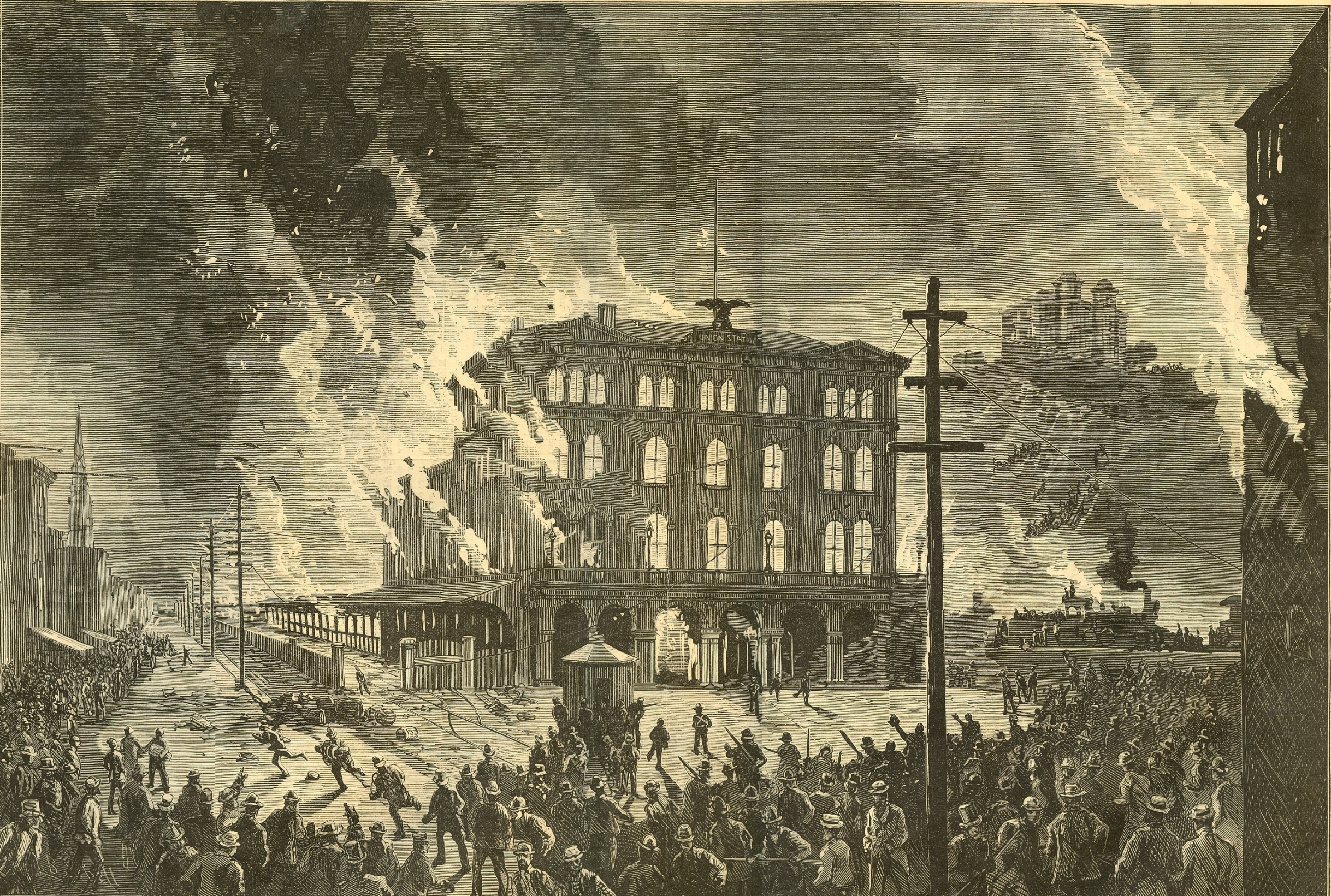
L'incendio doloso dell'Union Depot a Pittsburgh tra il 21 e il 22 luglio in un'incisione dell'Harper's Weekly.

Successivamente scoppiarono alcuni sparuti scontri aperti anche a Pittsburgh, ma qui Hayes fu riluttante a far marciare le forze armate senza l'espressa richiesta del governatore della Pennsylvania John F. Hartranft. Nel corso dei disordini che seguirono (a Scranton si ebbero quattro morti) ai lavoratori delle ferrovie si unirono altri gruppi di cittadini, ingrossando così le file dei manifestanti. Dopo alcuni giorni di attesa, il presidente prese la decisione di mandare le truppe a protezione delle proprietà federali "ovunque queste risultassero essere seriamente minacciate" dando al generale Winfield Scott Hancock il comando della situazione. Era la prima volta che la forza federale veniva utilizzata per stroncare uno sciopero contro una compagnia privata. A questo punto la protesta si era diffusa arrivando fino a Chicago e Saint Louis, là ove il "Workingmen's Party" organizzò uno sciopero generale che durò dal 22 al 28 luglio. Mentre i disordini si ampliavano a macchia d'olio, alcuni cominciarono seriamente a temere un'insurrezione generalizzata, se non una vera rivoluzione ispirata dal radicalismo della Comune di Parigi avvenuta sei anni prima. Le paure rimasero anche dopo che, per la fine del mese di luglio, gli scioperi e le rivolte erano stati calmati dalle autorità locali, statali e federali. Sebbene i militari federali non avessero provocato morti, né vi furono vittime fra di essi, ve ne furono numerosi sia tra i manifestanti sia nelle milizie statali.

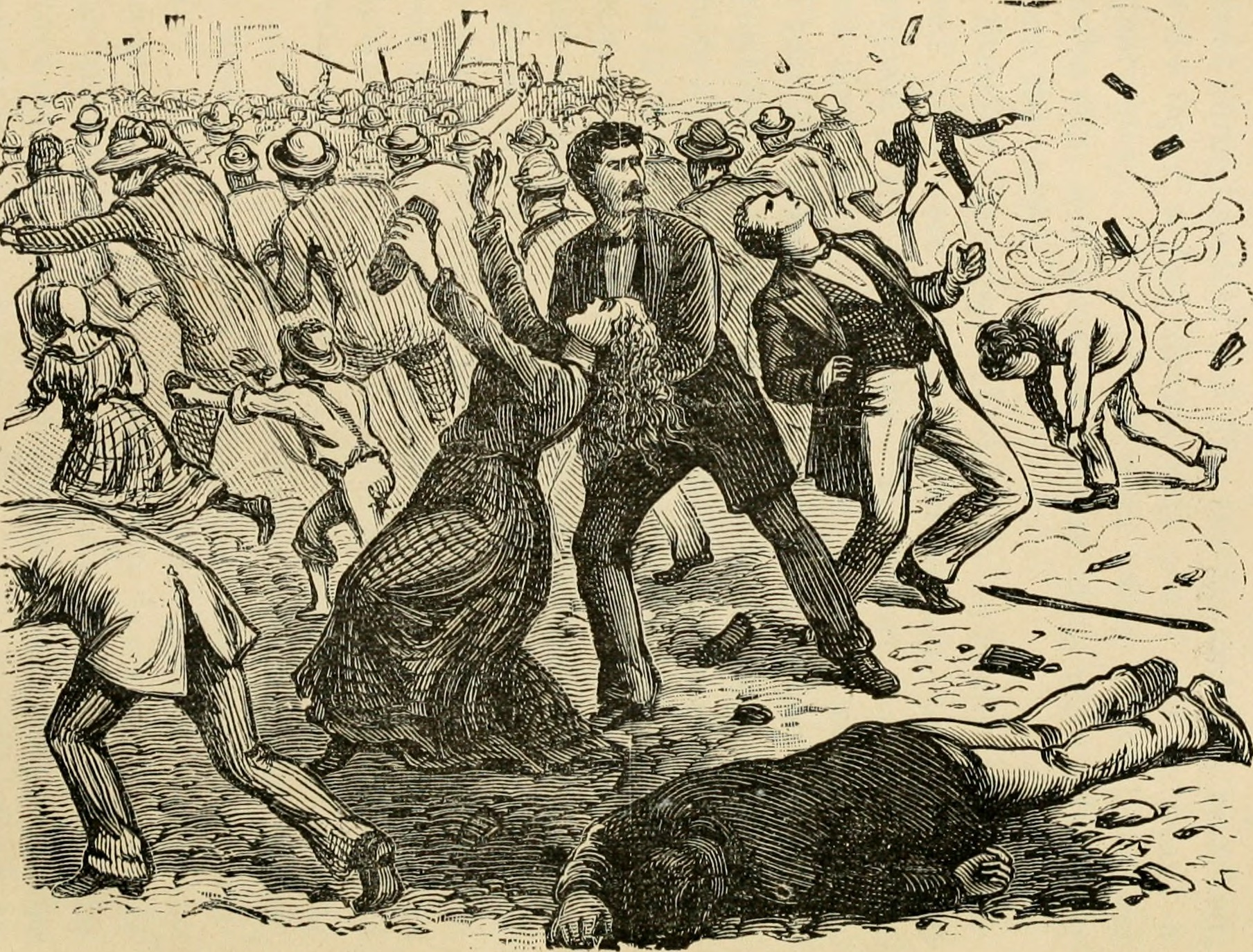
Il massacro di Reading (Pennsylvania) con almeno sedici morti.

Le compagnie ferroviarie risultarono vittoriose, almeno a breve termine, in quanto i lavoratori tornarono ai propri posti e alcuni tagli salariali rimasero in vigore; ma l'opinione pubblica cominciò presto ad accusare i padroni della ferrovia di essere la causa dei tumulti e delle relative violenze, cosicché questi si ritrovarono indotti a migliorare, almeno relativamente, le pesanti condizioni di lavoro e a non ridurre ulteriormente i salari. Gli industriali lodarono l'iniziativa energica di Hayes, anche se il suo punto di vista privato risultava meno deciso, come ebbe modo di scrivere nel proprio diario: "Gli scioperi sono stati calpestati con la forza, ma ora occorrerebbe attuare il vero rimedio. Non si può fare qualcosa per l'istruzione degli scioperanti, per un controllo più giudizioso dei capitalisti, per una saggia politica generale, così da porre fine o in ogni caso diminuire il malessere generale? Gli scioperanti delle ferrovie, di regola, sono uomini buoni, sobri, intelligenti e industriosi".
Hayes fu il primo presidente a schierare in assetto da guerra l'United States Army per intervenire in una disputa sindacale tra aziende private e suoi impiegati. In risposta allo sciopero e allo spiegamento dei soldati il Congresso approvò la legge detta Posse Comitatus Act che delimitò i termini di legge per l'utilizzo delle truppe nella risoluzione di disordini interni.

## Politiche indiane
Il segretario degli Interni Carl Schurz portò avanti la politica indiana di Hayes cominciando con l'impedire al dipartimento della Guerra di controllare il Bureau of Indian Affairs. Hayes e Schurz erano fautori di una politica di assimilazione culturale, di istruzione dei nativi secondo le regole dei bianchi e la suddivisione del terreno a loro riservato in singoli lotti familiari. Hayes credeva che i suoi progetti avrebbero condotto finalmente all'autosufficienza e alla pace tra i nativi americani e gli statunitensi. Il sistema di assegnazione era appoggiato dagli esponenti riformisti dell'epoca, incluso lo stesso segretario, ma alla fine si rivelò invece dannoso per gli stessi indiani: persero difatti gran parte della terra attraverso vendite successive, a vantaggio della speculazione praticata dagli affaristi arrivati dall'Est. Hayes e Schurz ristabilirono il "Bureau" nel tentativo di ridurre le truffe ai danni degli indiani e fu data agli stessi nativi la responsabilità di sorvegliare con proprio personale le scarse riverse indiane.

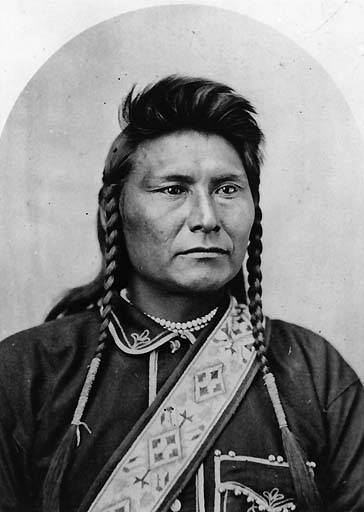
Foto di Capo Giuseppe nel 1877.

Il presidente dovette affrontare poi diversi conflitti sorti con varie tribù. I Nasi Forati, guidati da Capo Giuseppe, diedero inizio ad una rivolta nel giugno del 1877 (la guerra dei Nasi Forati) quando il maggior generale Oliver O. Howard impose loro di trasferirsi in un'apposita riserva. I guerrieri indiani furono sconfitti e si ritirarono seguendo un percorso di 1.700 miglia verso il Canada. In ottobre, dopo la decisiva battaglia di Bear Paw avvenuta nel Montana, i Nasi Forati dichiararono la resa e il comandante generale William Tecumseh Sherman decise di imporre alla tribù di spostarsi nel Kansas, ove furono costretti a rimanere fino al 1885
Un altro conflitto con i nativi fu con i Bannock, che insorsero nella primavera del 1878 (la guerra bannock) attaccando i vicini insediamenti colonici bianchi prima di venire sconfitti a luglio. La guerra con il popolo degli Ute esplose invece nel 1879 quando questi uccisero l'"agente indiano" Nathan Meeker che aveva cercato inutilmente di convertirli al cristianesimo. Il successivo conflitto ebbe termine a seguito delle negoziazioni attuate personalmente da Schurz, che impedì ai bianchi del Colorado di vendicare la morte di Meeker.

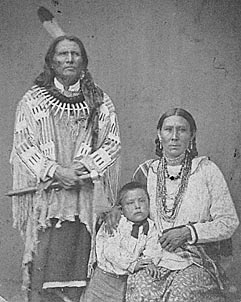
Il capo indiano "Standing Bear" (Mantcunanjin) con la famiglia.

Hayes rimase anche coinvolto nella soluzione del trasferimento della tribù Ponca dal Nebraska al Territorio indiano (l'odierno Oklahoma) a causa di un malinteso verificatosi nel corso della presidenza Grant. I problemi dei Ponca giunsero all'attenzione di Hayes dopo che il loro capo "Standing Bear" (Mantcunanjin) intentò una causa giudiziaria per contestare la richiesta di Schurz che restassero nel territorio loro assegnato. Scavalcando le prerogative del segretario, il presidente istituì nel 1880 una commissione d'inchiesta che stabilì che i Ponca avrebbero dovuto essere liberi di ritornarsene in Nebraska se non desideravano restare nel "territorio indiano"; riuscirono anche ad ottenere un risarcimento per i loro diritti sulla terra, così come erano già stati concessi ai Sioux. In un messaggio indirizzato al Congresso nel febbraio del 1881 Hayes sottolineò che avrebbe "dato a queste persone ferite quella riparazione che è richiesta sia dalla giustizia sia dal senso di umanità."

## Economia

### Dibattito sulla moneta

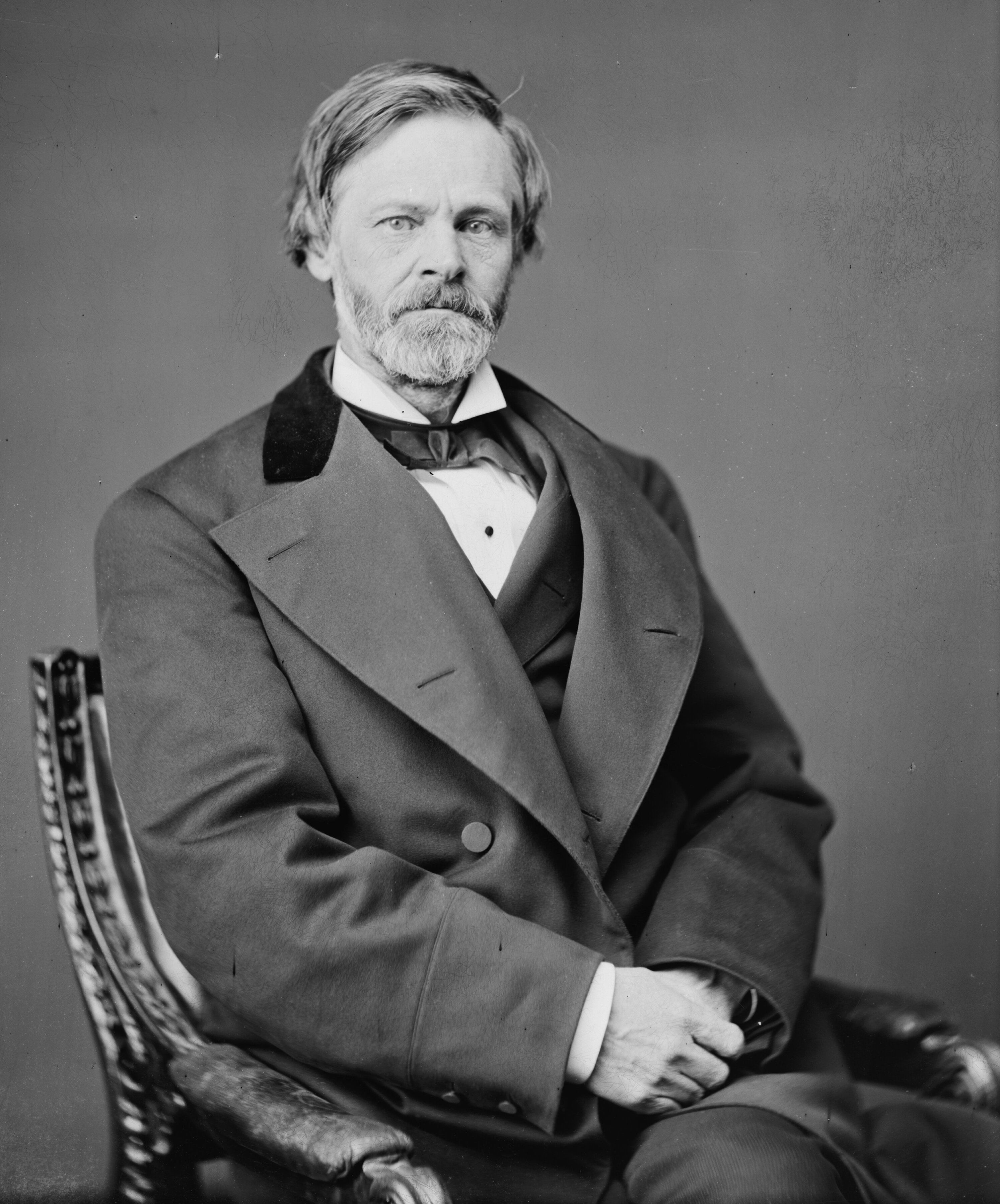
Il segretario al Tesoro John Sherman lavorò con Hayes per riportare in vigore il sistema aureo.

La legge sul conio del 1873 aveva posto termine all'uso dell'argento per il conio di monete di valore superiore o uguale a un dollaro, legando in sostanza il dollaro all'oro. Come risultato, vi fu una deflazione e gli effetti del panico del 1873 peggiorarono, poiché la massa di debiti nell'economia acquistavano valore. Agricoltori e braccianti, in particolare, protestavano a favore del conio con l'argento, convinti che l'aumento della massa monetaria avrebbe fatto crescere i salari e il valore dei terreni. Il deputato dei Democratici Richard P. Bland del Missouri propose una legge che chiedeva al governo federale di usare tutto l'argento prodotto internamente per il conio di monete. William B. Allison, un Repubblicano dell'Iowa, al Senato propose una modifica per limitare l'importo delle monete d'argento a quattro milioni di dollari al mese, e la versione definitiva della legge, chiamata Bland-Allison Act, fu approvata dal Congresso nel 1878.
Hayes temeva che la legge Bland-Allison avrebbe causato inflazione, nociva per gli industriali, mettendo in crisi i contratti stipulati in base al dollaro-oro, poiché il dollaro-argento come proposto dalla legge avrebbe avuto un valore intrinseco di circa il 90% del dollaro-oro. Inoltre, Hayes credeva che creare inflazione fosse disonesto moralmente. Pose allora il veto alla legge, ma il Congresso annullò il veto, per l'unica volta durante la sua presidenza. La legge Bland-Allison dava comunque al presidente un margine di manovra nel determinare la quantità di monete coniate, e Hayes limitò gli effetti della legge autorizzando un numero relativamente basso.
Durante la guerra di secessione, il governo federale aveva emesso titoli comunemente chiamati greenbacks, una forma di moneta legale non coperta da oro. Il governo accettava questi titoli come forma di pagamento delle tasse e dei dazi. La legge sulla conversione della moneta del 1875 chiedeva che il Tesoro riscattasse in oro i rimanenti greenbacks in circolazione, restaurando così il sistema aureo. Hayes e il segretario al Tesoro Sherman erano entrambi favorevoli al sistema aureo, e il governo iniziò ad accumulare oro in previsione del riscatto dei greenbacks. Una volta che gli operatori economici iniziarono ad avere fiducia nei greenbacks come all'oro, pochi ne chiesero il riscatto effettivo; quando la legge entrò in vigore nel 1879, solo 130.000 dollari dei 346 milioni di dollari di greenbacks circolanti furono in effetti riscattati. In combinazione con la legge Bland-Allison, la possibilità di conversione in oro dei greenbacks risultò in un efficace compromesso tra inflazionisti e rigoristi. Quando l'economia mondiale iniziò a riprendersi, le richieste di emissioni di nuovi greenbacks e di monete in argento si placò, almeno per il resto del mandato di Hayes.

### Pensioni e dazi
Nel 1861 il Congresso aveva alzato significativamente i dazi, con l'approvazione della legge Morrill, per finanziare la guerra di secessione e per proteggere le industrie, in particolare dell'acciaio e del ferro. Gli alti livelli dei dazi rimasero in vigore durante tutti gli anni 1870, portando a un eccedente di bilancio federale. Sebbene i dazi fossero molto ben visti dagli industriali del Nord-Est, aveva molti detrattori nel Sud e nel Midwest, poiché avevano provocato un aumento dei prezzi. Cercando di rafforzare il consenso sui dazi, il senatore Henry W. Blair propose la legge "sugli arretrati", che Hayes firmò nel 1879. Questa legge estese il sistema di pensioni di guerra dedicato ai veterani dell'Unione nella guerra di secessione, rendendo il trattamento retroattivo alla data del congedo o della morte del soldato, anziché della sua domanda. In pratica, questo equivalse all'invio di corposi assegni ai veterani e alle loro famiglie, e le spese in pensioni raddoppiò tra il 1879 e il 1881. La legge si rivelò molto apprezzata, tranne che al Sud, e aumentò il consenso verso i Repubblicani e per gli alti dazi.

## Affari esteri

Il Dipartimento Presidente Hayes in Paraguay.

### Paraguay
Nel 1878, in seguito alla guerra della triplice alleanza, il presidente arbitrò una disputa territoriale sorta tra Argentina e Paraguay, assegnando infine la terra contesa della regione nel Gran Chaco ai paraguayani i quali gli resero onore ribattezzando la città di Villa Hayes e il Dipartimento Presidente Hayes

### Canale di Panama

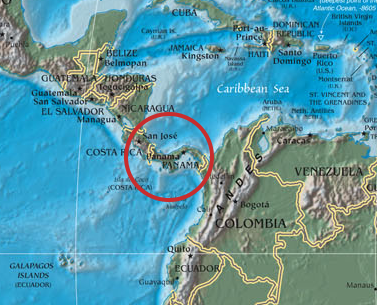
Localizzazione dell'istmo di Panama.

Hayes fu turbato dai piani espressi da Ferdinand de Lesseps, già costruttore del canale di Suez, il quale stava progettando l'idea di un canale artificiale attraverso l'istmo di Panama, allora sotto il controllo della Colombia. Preoccupato per una possibile ripetizione dell'avventurismo francese in Messico tra il 1861 e il 1867, Hayes applicò con fermezza la dottrina Monroe, per la quale gli Stati Uniti si consideravano l'unica potenza legittimata ad intervenire in tutto il continente americano. In un messaggio al Congresso spiegò la propria opinione anche sull'eventuale canale: "La politica di questo paese è di avere un canale sotto il controllo americano... Gli Stati Uniti non possono acconsentire alla consegna di questo controllo ad una qualsiasi potenza europea o a qualsiasi alleanza di potenze europee". Il progetto di Lesseps non fu mai concretizzato.

Localizzazione delle Samoa Americane.

### Impero britannico e Samoa
L'amministrazione Hayes tentò di mantenere relazioni amichevoli con le principali nazioni europee, mai tuttavia a scapito dell'autonomia degli Stati Uniti da qualsiasi influenza straniera; sostenne il trattato di Washington del 1871, che pose termine al contenzioso con il Regno Unito causato dalle pretese della CSS Alabama.
Rifiutò la richiesta di annessione di Samoa, stabilendovi invece un protettorato, condiviso con l'impero britannico e l'impero tedesco (le Samoa Americane e le Samoa tedesche).

### Messico

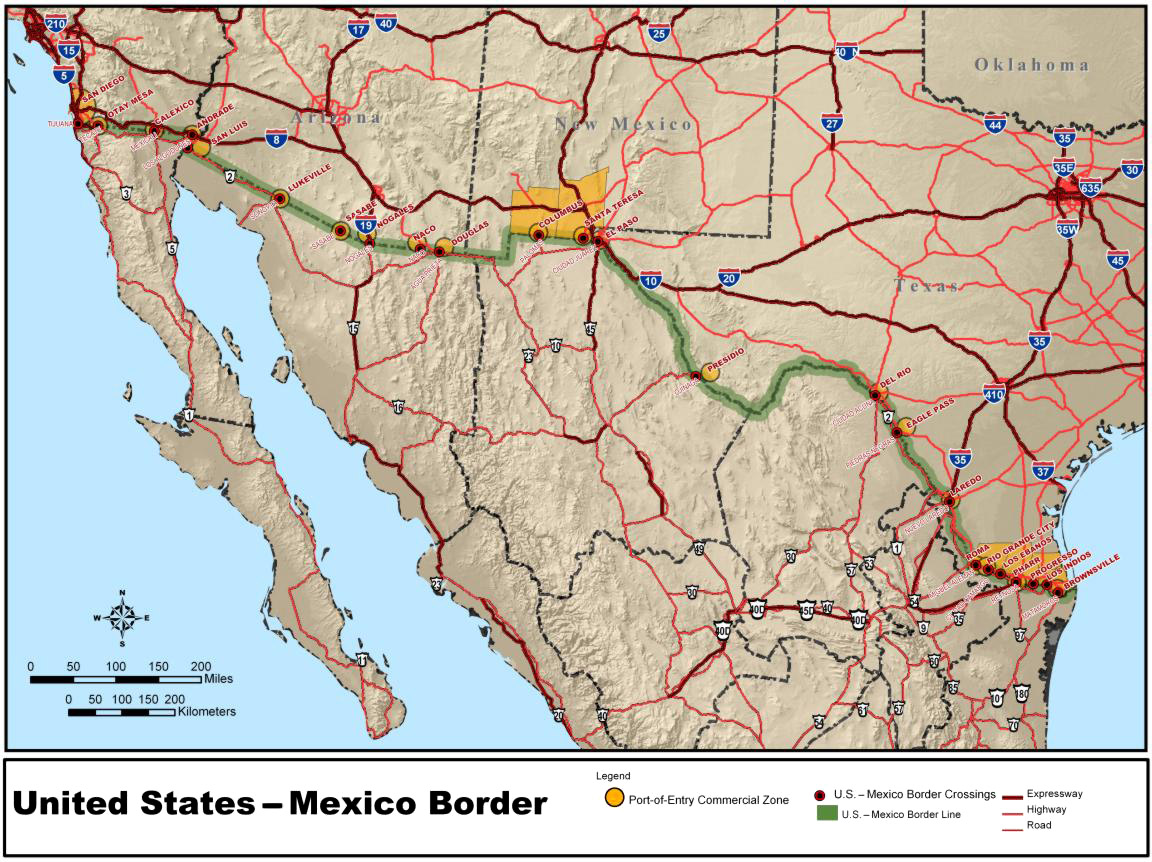
Il confine tra il Messico e gli Stati Uniti d'America evidenziato in colore verde.

Il confine tra il Messico e gli Stati Uniti d'America necessitò dell'attenzione del presidente; per tutti gli anni 1870 "bande senza legge" attraversarono spesso la frontiera, facendo incursioni nel territorio del Texas. Tre mesi dopo il suo insediamento, Hayes concesse alle forze dell'United States Army il potere di perseguire i banditi; anche attraversando il confine messicano, se necessario. Il presidente del Messico Porfirio Díaz protestò però con veemenza ed inviò a sua volta truppe col proposito di arrestare qualsiasi "invasione"; la situazione si calmò quando i due capi di Stato accettarono di perseguire congiuntamente i banditi e Hayes accolse la richiesta di non permettere ai rivoluzionari messicani di reclutare volontari negli Stati Uniti. Gli episodi di violenza diminuirono gradualmente e nel 1880 Hayes revocò l'ordine che consentiva lo sconfinamento in Messico.

### Impero cinese e immigrazione

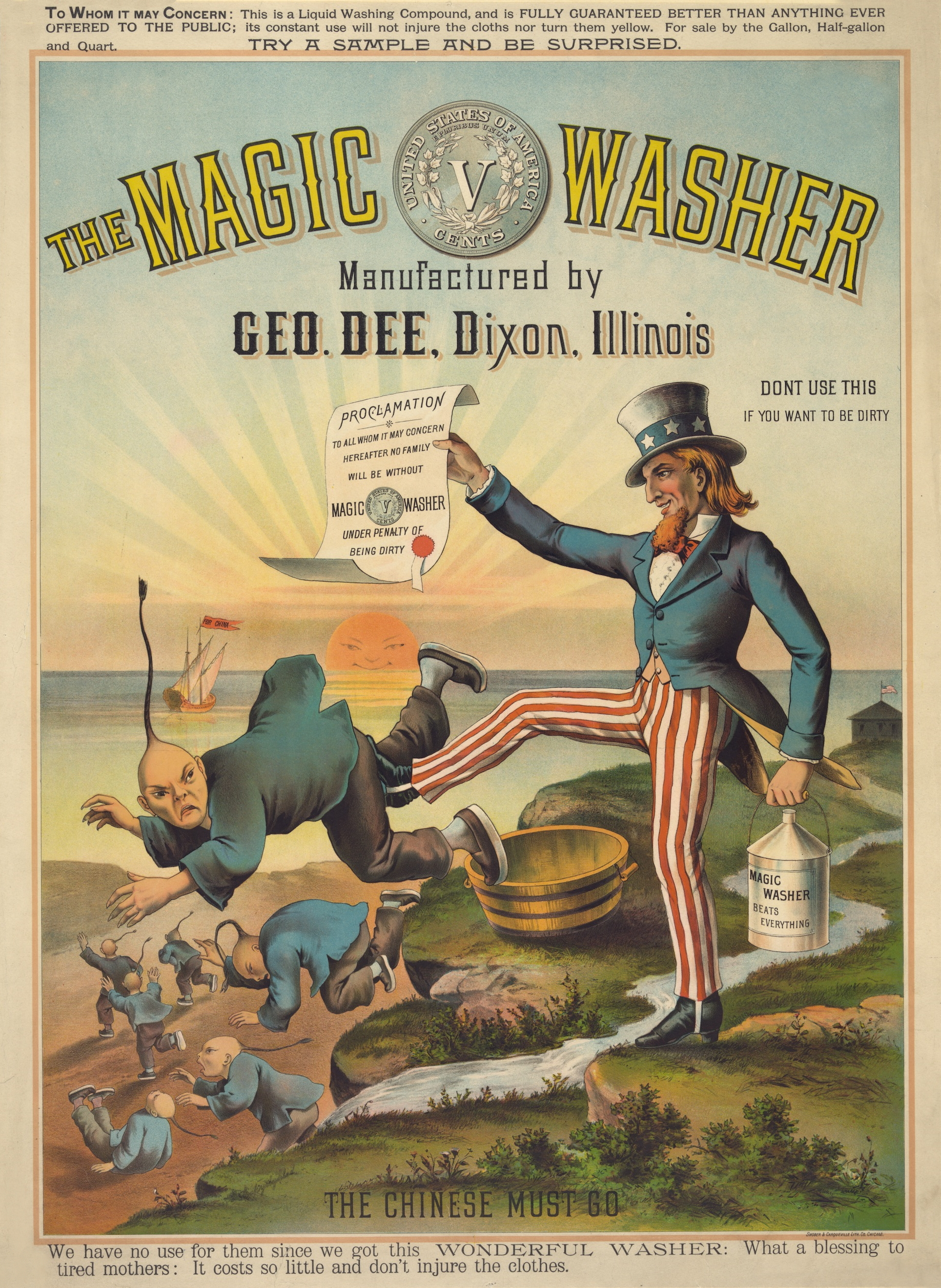
Caricatura editoriale: lo Zio Sam caccia i cinesi.

Una serie di questioni emersero riguardo alle relazioni con l'impero cinese, in quanto l'immigrazione proveniente dall'Estremo Oriente diveniva sempre più controversa. Nel 1868 il Senato aveva ratificato il trattato di Burlingame, che consentiva un flusso illimitato di immigranti cinesi negli Stati Uniti. Quando l'economia degli Stati Uniti peggiorò dopo il panico del 1873, la presenza di numerosi immigrati cinesi fu ritenuta la causa dell'abbassamento dei salari. Nel corso del grande sciopero ferroviario del 1877 esplosero a San Francisco sommosse anti-cinesi e una terza forza politica, il "Workingman's Party" (Partito del lavoratore) si formò, mettendo esplicitamente l'accento sulla cessazione dell'immigrazione cinese. Come risposta il Congresso promulgò nel 1879 la legge detta Fifteen Passenger Bill, che limitava il numero di passeggeri cinesi autorizzati sulle navi che attraccavano nei porti statunitensi. Poiché la norma violava i termini del trattato di Burlingame il presidente, ritenendo che gli Stati Uniti non dovessero abrogare unilateralmente i trattati, pose il veto. La mossa fu elogiata dai liberali del Nord Est, ma contestata nel West; nell'acceso scontro politico che ne seguì, i Democratici alla Camera dei Rappresentanti provarono a mettere Hayes sotto accusa, non riuscendoci poiché i Repubblicani fecero mancare il quorum. Dopo il veto, il vice segretario di Stato Frederick W. Seward e James Burrill Angell negoziarono direttamente con i cinesi per ridurre il numero d'immigrati; l'accordo che ne risultò, il trattato di Angell del 1880, permise agli Stati Uniti di adottare leggi per limitare l'immigrazione dalla Cina. Il Congresso votò una norma in tal senso, dopo che Hayes aveva già lasciato l'incarico, nel 1882, con la legge detta Chinese Exclusion Act.

## L'ultimo anno

### Viaggio nel West
Nel 1880 Hayes intraprese un viaggio di 71 giorni negli Stati federati del West, divenendo in tal maniera il primo presidente in carica a viaggiare ad Ovest delle Montagne Rocciose. La spedizione comprendeva anche la First lady Lucy Hayes e il comandante generale William Tecumseh Sherman, che aiutò nell'organizzazione.
Hayes iniziò il suo viaggio a settembre, partendo da Chicago sulla prima ferrovia transcontinentale, diretto in California. Fece tappa nel Wyoming, nello Utah e nel Nevada, e toccò Sacramento e San Francisco. In treno e in diligenza la compagnia si spostò poi verso Nord arrivando a Portland, nell'Oregon e da lì a Vancouver, nello Stato di Washington; a bordo di un piroscafo visitarono Seattle e quindi fecero ritorno a San Francisco.
Il presidente visitò quindi a seguire diversi Stati del Sud-ovest prima di ritornare in Ohio a novembre, in tempo per poter votare alle elezioni presidenziali del 1880.

### Elezioni presidenziali del 1880

Il repubblicano James Garfield sconfisse il democratico Winfield Scott Hancock nelle elezioni del 1880

Alcuni Repubblicani chiesero a Hayes di presentarsi per un secondo mandato, ma egli aveva voglia di ritirarsi a vita privata e confermò la promessa fatta nel 1876 di non ricandidarsi. La Convention nazionale repubblicana si riunì nel giugno 1880 a Chicago, e i due principali pretendenti alla candidatura erano l'ex presidente Grant e il senatore James Blaine. Il deputato James A. Garfield, a capo della delegazione dell'Ohio e presidente del comitato per le regole del partito, parteggiava per il segretario al Tesoro John Sherman. Elihu B. Washburne, George F. Edmunds e William Windom erano altri nomi di potenziali nominati. La convenzione rimase bloccata fino al trentatreesimo scrutinio; Grant era in vantaggio, seguito da Blaine e Sherman. Al 34º scrutinio Garfield ricevette sedici voti dal Wisconsin, e i simpatizzanti di Blaine e Sherman decisero di convergere su Garfield negli scrutini successivi. Al 36º scrutinio Garfield raggiunse i 399 voti, contro i 306 di Grant, conquistando la nomina dei Repubblicani. Come candidato vicepresidente fu scelto Chester A. Arthur, l'ex direttore della dogana di New York. Hayes si ritenne soddisfatto dal binomio, un equilibrio tra le fazioni stalwart e half-breed, e apprezzò il giudizio positivo della convenzione sul suo mandato.
La convenzione dei Democratici si riunì a giugno e nominò il generale Winfield Scott Hancock. I Democratici avevano il saldo controllo degli Stati del Sud, e per vincere i Repubblicani avrebbero avuto bisogno di una forte affermazione negli Stati indecisi, Indiana, Ohio, New Jersey, New York, e Connecticut. Il Partito Repubblicano fece campagna per il suffragio universale maschile e sosteneva che le politiche repubblicane avevano portato prosperità economica. Hancock conquistò tutti gli Stati del Sud e vinse in diversi della costa ovest, ma Garfield vinse le elezioni dominando nel Nord Est e nel Midwest. Garfield ottenne una maggioranza molto piccola in termini di voto popolare, sopravanzando Hancock di meno dello 0,1%. James B. Weaver del Greenback Party ottenne più del 3% del voto popolare. Nelle settimane successive all'elezione, Hayes e Garfield lavorarono insieme per assicurare una transizione senza intoppi.

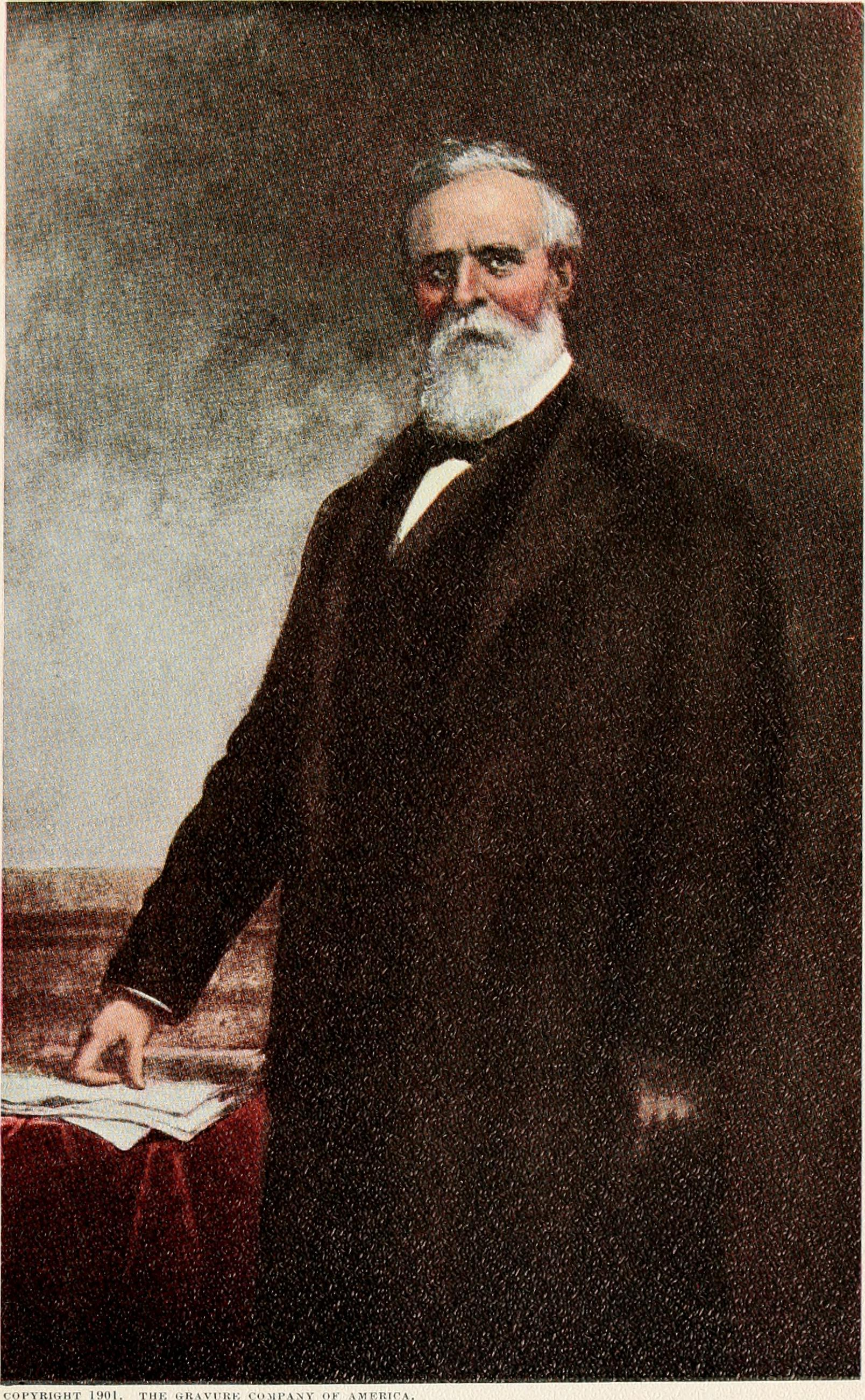
Ritratto del presidente.

## Reputazione storica

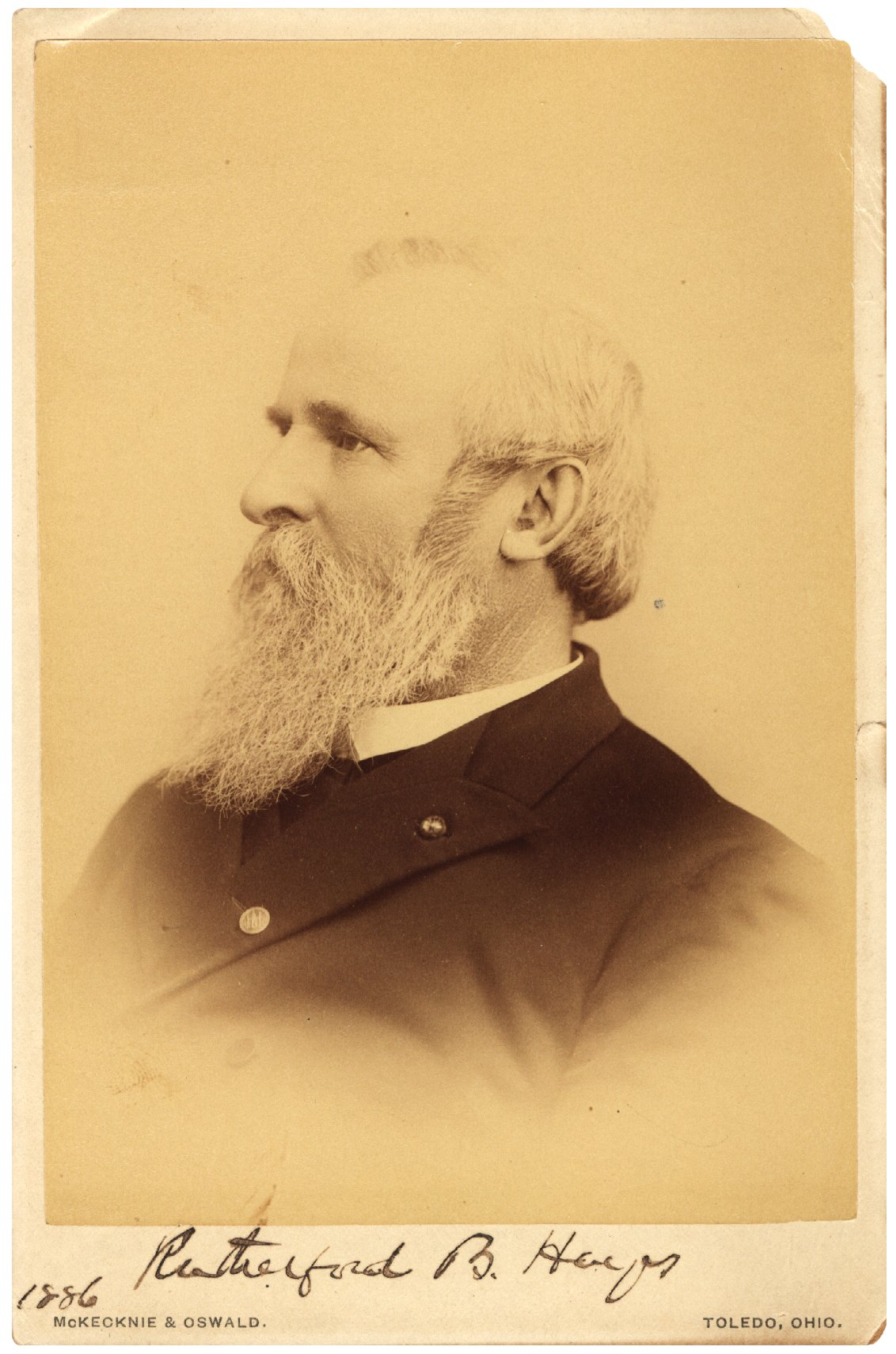
Foto dell'ex presidente nel 1886.

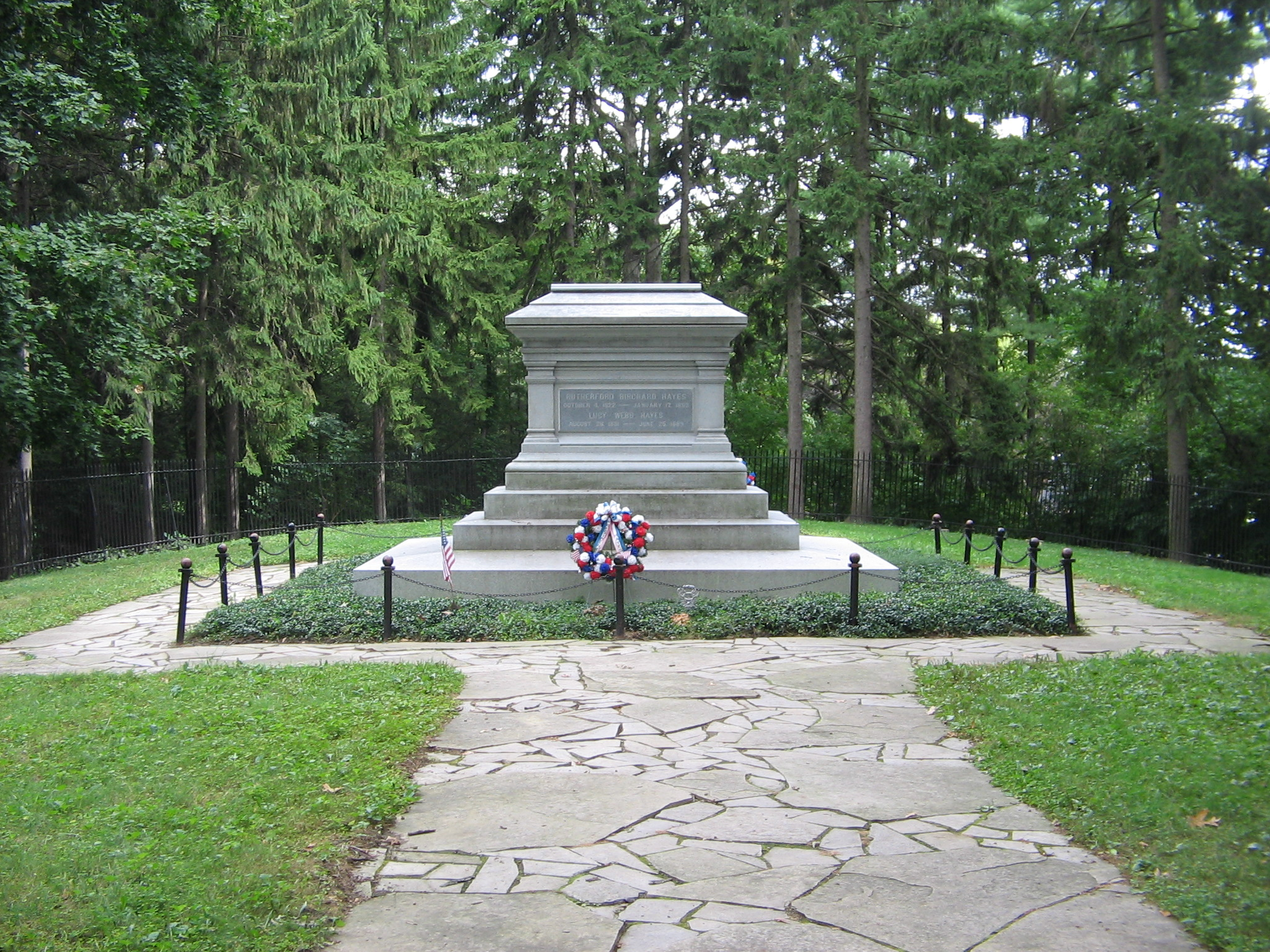
La tomba del presidente a Fremont (Ohio).

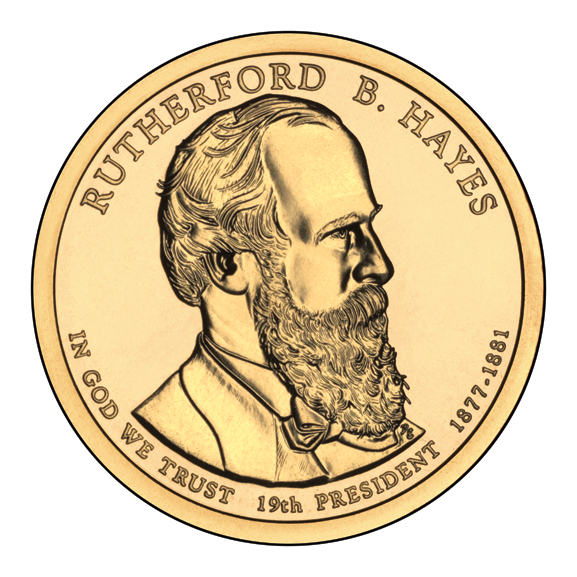
Il dollaro presidenziale.

Lo storico Ari Hoogenboom sostiene che Hayes fosse un abile politico e un "riformatore paziente che cercò di fare ciò che era possibile." Secondo Hoogenboom, l'errore più grave di Hayes fu di non ricandidarsi, perché un secondo mandato gli avrebbe consentito di mettere in pratica più compiutamente il suo programma. Lo storico Keith Polakoff è nella sostanza d'accordo con Hoogenboom. Hayes aveva accettato la presidenza come un onore personale, non una sfida per introdurre cambiamenti. Si adoperò per risolvere le crisi, tra cui la Ricostruzione e il grande sciopero ferroviario del 1877. La sua parola d'ordine era "efficienza", ed essa era lo scopo della principale riforma da lui promossa, sostituendo nominati per clientelismo con funzionari pubblici professionali. Tuttavia non si adoperò abbastanza per conseguirla, contro le forze del clientelismo partitico. Diede ampia libertà di manovra ai suoi ministri, e non interferì o indirizzò le loro principali azioni. Hayes si scontrò spesso con il Congresso per proteggere le prerogative del presidente, ma fu un'attività conservativa che non produsse niente di nuovo. Non si prese il merito di aver aiutato l'elezione del suo vecchio amico James Garfield come suo successore. Kenneth Davison sottolinea il duro lavoro di Hayes, specialmente con lunghe serie di discorsi in luoghi diversi, per promuovere l'unità nazionale e per porre fine ai conflitti tra zone geografiche, di classe e razziali che avevano generato così tanto odio e violenza nei vent'anni precedenti.
I sondaggi tra gli storici e gli studiosi di politica generalmente lo posizionano nella parte bassa della classifica. Un sondaggio del 2018 dell'Associazione americana di scienze politiche metteva Hayes al 28º posto come miglior presidente. Un sondaggio del 2017 della C-Span tra storici posizionava Hayes al 32º posto tra i migliori presidenti.

### Libri
- Harry Barnard, Rutherford Hayes and his America, Newtown, Connecticut, American Political Biography Press, 2005  [1954], ISBN 978-0-945707-05-9.
- Robert V. Bruce, 1877: Year of Violence, Ivan R. Dee, Publisher, 1989  [1959], ISBN 978-0-929587-05-9.
- Russell Conwell, Life and public services of Gov. Rutherford B. Hayes, Boston, B. B. Russell, 1876.
- Kenneth E. Davison, The Presidency of Rutherford B. Hayes, Westport, Connecticut, Greenwood Press, 1972, ISBN 978-0-8371-6275-1.
- Graham G. Dodds, Take Up Your Pen: Unilateral Presidential Directives in American Politics, Philadelphia, University of Pennsylvania Press, 2013, ISBN 978-0-8122-0815-3.
- Eric Foner, Reconstruction: America's Unfinished Revolution, 1863–1877, New York, Harper Perennial Modern Classics, 2002  [1988], ISBN 978-0-06-093716-4.
- Ulysses S. Grant, Personal Memoirs, New York, Barnes & Noble, Inc, 2003  [1885], ISBN 978-0-7607-4990-6.
- Rutherford B. Hayes, The Diary and Letters of Rutherford B. Hayes, Nineteenth President of the United States, a cura di Charles Richard Williams, Columbus, Ohio, Ohio State Archeological and Historical Society, 1922 (archiviato dall'url originale il 29 aprile 2012).
- Ari Hoogenboom, Rutherford Hayes: Warrior and President, Lawrence, Kansas, University Press of Kansas, 1995, ISBN 978-0-7006-0641-2.
- Whitelaw Reid, Ohio in the War: The history of her regiments, and other military organizations, Moore, Wilstach & Baldwin, 1868.
- Rhodes, James Ford. History of the United States from the Compromise of 1850: 1877-1896 (1919) online complete; old, factual and heavily political, by winner of Pulitzer Prize
- Heather Cox Richardson, The Death of Reconstruction, Cambridge, Massachusetts, Harvard University Press, 2001, ISBN 978-0-674-00637-9.
- Lloyd Robinson, The Stolen Election: Hayes versus Tilden—1876, New York, Tom Doherty Associates, 2001  [1968], ISBN 978-0-7653-0206-9.
- John G. Sproat, Rutherford B. Hayes: 1877–1881, in C. Vann Woodward (a cura di), Responses of the Presidents to Charges of Misconduct, New York, Delacorte Press, 1974,  pp. 163-176, ISBN 978-0-440-05923-3.
- David O. Stowell, Streets, Railroads, and the Great Strike of 1877, Chicago, University Of Chicago Press, 1999, ISBN 978-0-226-77668-2.
- Hans L. Trefousse, Rutherford B. Hayes, New York, Times Books, 2002, ISBN 978-0-8050-6907-5.
- Irwin Unger, The Greenback Era: A Social and Political History of American Finance, 1865–1879, New York, ACLS Humanities, 2008  [1964], ISBN 978-1-59740-431-0.

### Articoli
- Clarence Clendenen, President Hayes' "Withdrawal of the Troops": An Enduring Myth, in The South Carolina Historical Magazine, vol. 70, n. 4, ottobre 1969,  pp. 240–250 [244], JSTOR 27566958.
- J. Martin Klotsche, The Star Route Cases, in The Mississippi Valley Historical Review, vol. 22, n. 3, dicembre 1935,  pp. 407-418, DOI:10.2307/1892626, JSTOR 1892626.
- Ezra Paul, Congressional Relations and Public Relations in the Administration of Rutherford B. Hayes (1877–81), in Presidential Studies Quarterly, vol. 28, n. 1, Winter 1998,  pp. 68-87, JSTOR 27551831.
- Thomas A. Smith, Before Hyde Park: The Rutherford B. Hayes Library (PDF) [collegamento interrotto], in The American Archivist, vol. 43, n. 4, Fall 1980,  pp. 485-488.
- Paul Stuart, United States Indian Policy: From the Dawes Act to the American Indian Policy Review Commission, in Social Service Review, vol. 51, n. 3, settembre 1977,  pp. 451-463, DOI:10.1086/643524, JSTOR 30015511.
- Henry L. Swint, Rutherford B. Hayes, Educator, in The Mississippi Valley Historical Review, vol. 39, n. 1, giugno 1952,  pp. 45-60, DOI:10.2307/1902843, JSTOR 1902843.
- David P. Thelen, Rutherford B. Hayes and the Reform Tradition in the Gilded Age, in American Quarterly, vol. 22, n. 2, Summer 1970,  pp. 150-165, DOI:10.2307/2711639, JSTOR 2711639.